# Fester Platz Verdun

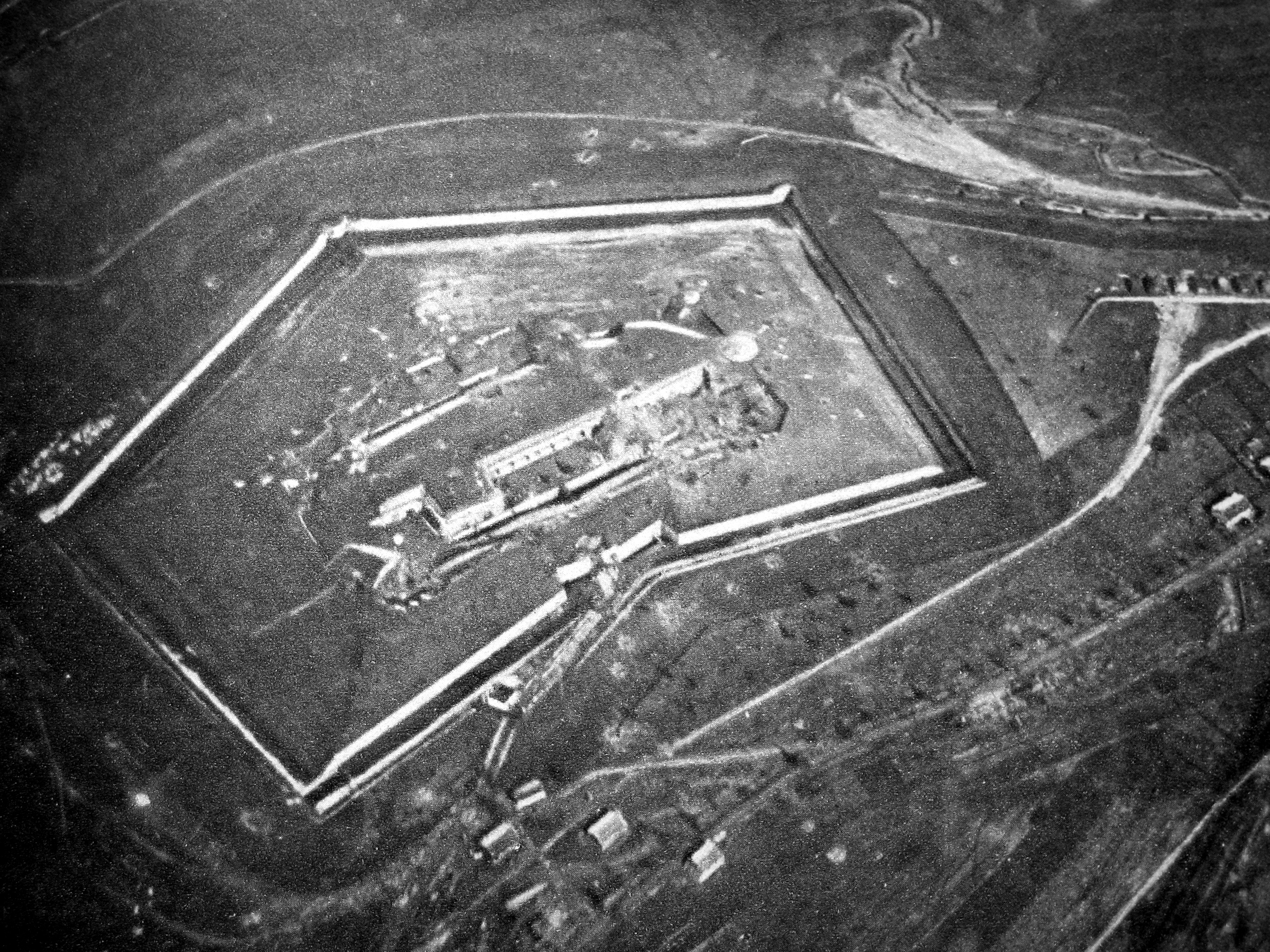
Das Fort Douaumont, bekanntestes Festungswerk im Festen Platz Verdun, vor den massiven Beschießungen des Jahres 1916

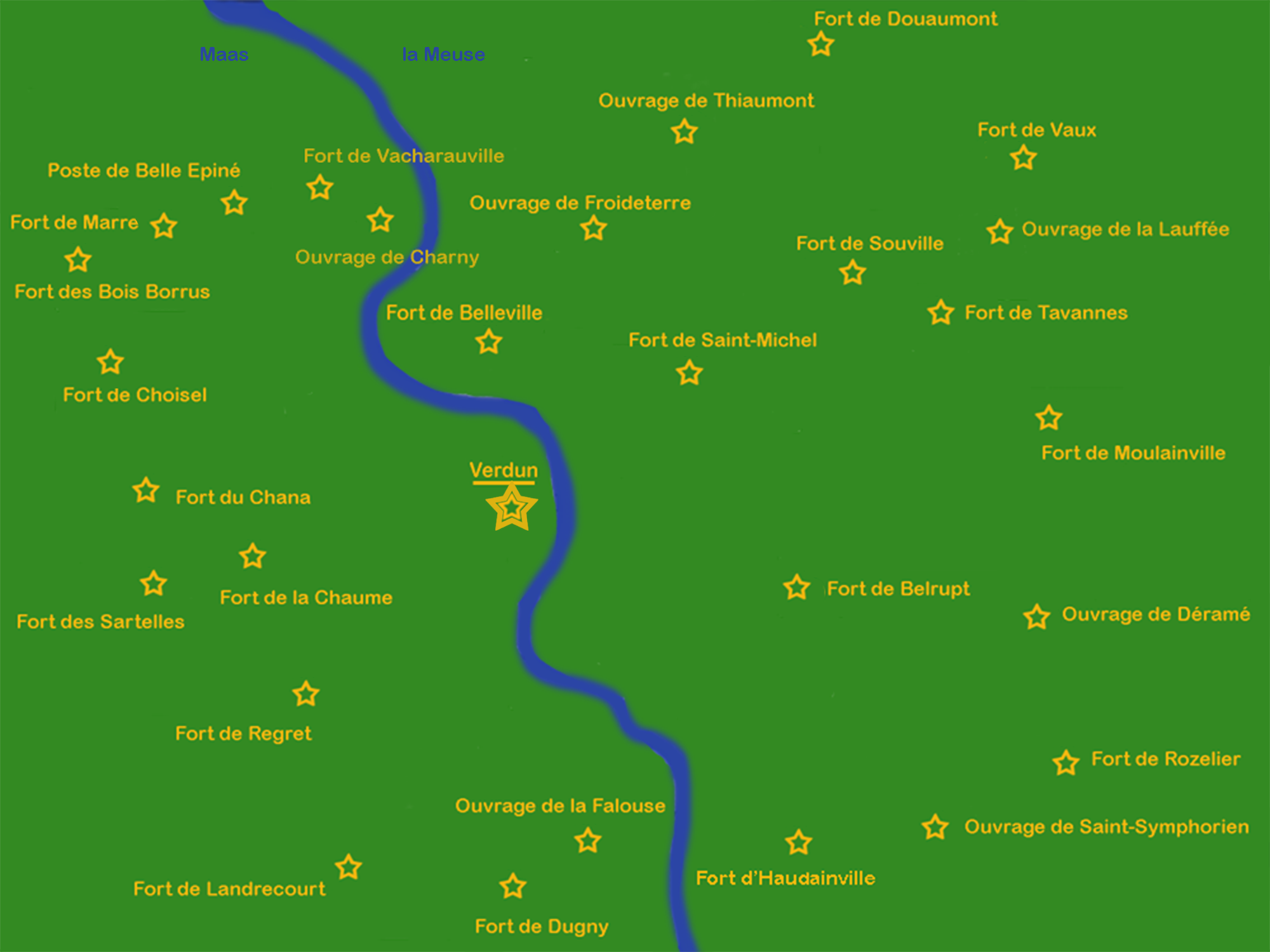
Plan des doppelten Fortrings um Verdun

Der Feste Platz Verdun (fr.: Place fortifiée de Verdun) war eine strategische Verteidigungsanlage mit der Stadt Verdun als Zentrum in Ostfrankreich im Département Meuse. Ursprünglich noch bis zum Ende des 19. Jahrhunderts als Verschanztes Lager Verdun (Camp retranché de Verdun) bezeichnet, wurde es dann Fester Platz Verdun und ab August 1915 Befestigte Region Verdun (Région fortifiée de Verdun) genannt, womit alle Forts und Verteidigungsanlagen auf den Höhen der Maas eingeschlossen waren.
Die ersten Verteidigungsanlagen entstammten dem Mittelalter und wurden im 17. Jahrhundert durch Bastionen und eine Zitadelle verstärkt und erweitert.
Von 1874 bis 1914 wurde die Festung modernisiert, indem insgesamt zwei Ringe von Forts, Ouvrages (Zwischenwerken), Ouvrages d’infanterie (Infanteriekampfständen), geschützten Batteriestellungen und Abris de combat (Infanterieschutzbauten) um die Stadtumwallung mit der Zitadelle errichtet und dadurch eine Gürtelfestung angelegt wurde. Sie wurde eine der wichtigsten Befestigungsanlagen im Système Séré de Rivières.
Nur im Ersten Weltkrieg hauptsächlich während der Schlacht um Verdun 1916 betroffen, wurden die Befestigungsanlagen nach dem Ende der Kämpfe mehr oder weniger aufgegeben. Auch wenn die Panzertürme der Werke Douaumont, Froideterre und Vacherauville 1940 einige Schüsse auf die heranrückenden Truppen der deutschen Wehrmacht abgeben konnten, blieb ihnen letztendlich nur die Existenz als Museum und Besucherattraktion (Douaumont und Vaux) übrig. Einige liegen im militärischen Sperrgebiet, alle anderen sind heute verlassen und die meisten auf der rechten Seite der Maas in einem ruinösen Zustand.

## Situation

### Verkehrswege
Der Grund für die Anlage der Befestigungen von Verdun waren die Kontrolle der Verkehrswege und deren Blockade im Falle einer Invasion französischen Territoriums – zumindest aber sollte der feindliche Vormarsch aufgehalten werden. Die hier verlaufende Hauptstraße ist die Straße zwischen Metz und Paris (die vormalige Route nationale 3), die die Champagne crayeuse durchquert, Épernay, dann Châlons berührt, die Argonnen überschreitet, durch Sainte-Menehould, Clermont-en-Argonne und Verdun führt und dann über Metz und Forbach (Moselle) Saarbrücken erreicht. In Verdun kreuzt diese Ost-West-Achse die Nord-Süd-Achse, von Stenay nach Saint-Mihiel (die vormalige Route nationale 64). Weiterhin führt eine Straße von Verdun über Bar-le-Duc nach Saint-Dizier (die vormalige Route nationale 35, genannt „Voie sacrée“) und eine von Verdun über Étain nach Longwy (die vormalige Route nationale 18).
Im Jahre 1870 wurde die Ost-West-Route durch Anlage der Bahnlinie Reims–Metz ergänzt, die ebenfalls die Argonnen kreuzte, beginnend bei Sainte-Menehould und Clermont-en-Argonne, und die dazu den Tunnel von Tavannes nutzte. Sie ergänzte die Bahnstrecke Lérouville–Pont-Maugis, welche die Nord-Süd-Verbindung entlang dem Tal der Maas darstellte und die bei Commercy auf die Linie Paris-Est–Strasbourg und bei Sedan auf die Linie Valenciennes–Thionville stieß. Die Bahnlinien ergänzten auch die Wasserwege auf der Maas und dem parallel verlaufenden Canal de l’Est.
Diese Verkehrslage hatte seit der Neuzeit zu bedeutenden Befestigungsarbeiten geführt, insbesondere nach der Eingliederung der Gegend nach Frankreich im Jahr 1552 (Verdun gehörte damals als autonomes kirchliches Fürstentum zum Heiligen Römischen Reich). König Heinrich II. hatte  die drei lothringischen Bistümer (Trois-Évêchés) Metz, Toul und Verdun  besetzt und  diese Städte befestigt.
Zwischen 1567 und 1634 wurde auf der einen Seite eine Stadtumwallung an der Stelle der Stadtmauer des 13. Jahrhunderts mit Glacis, Gräben und Bastionen gebaut; auf der anderen Seite wurde die Abtei Saint-Vanne, außerhalb der Stadtmauer liegend, abgerissen, um Platz für eine Zitadelle mit sieben Bastionen zu schaffen. Als verantwortliche Ingenieure werden Pierre de Conty d’Argencour und Jean Errard de Bar-le-Duc genannt. Im Jahre 1687 wurden weitere Verstärkungen der Festungsanlagen unter Sébastien Le Prestre de Vauban durchgeführt. Die Überquerung der Maas war nur über drei Schleusenbrücken möglich, von denen lediglich die „Pont-écluse Saint-Amand“ noch vorhanden ist. Einige Verbesserungen an den Bastionen wurden noch ab 1818 durchgeführt. Allerdings konnten diese Befestigungen die Eroberung von Verdun während der preußischen Belagerungen von 1792 und von 1870 nicht verhindern. Nach dem Vertrag von Frankfurt zwischen dem Deutschen Reich und der Dritten Republik und den damit verbundenen Gebietsabtretungen des Elsass und Teilen von Lothringen verlief die Grenze nur 44 Kilometer östlich von Verdun. Dazu kam, dass die Festung Metz jetzt deutsch war – Verdun wurde damit zur Hauptsperrfestung auf dem Weg nach Paris.
In der Konsequenz befand sich jetzt die Stadt in der ersten befestigten Verteidigungslinie an der deutsch-französischen Grenze, die bis 1917 laufend modernisiert und ergänzt wurde. Der Feste Platz Verdun glich im Prinzip den Festen Plätzen Toul, Épinal und Belfort.
Im Norden, zwischen Verdun und dem Ardennenmassiv, befand sich ein kleines befestigtes Gebiet, das „Trouée de Stenay“ genannt wurde und das mit nur einigen kleineren Forts ausgestattet war, um die Eisenbahnen zu kontrollieren: dem Fort d’Hirson, dem Fort de Charlemont und dem Fort des Ayvelles, außerdem noch mit den alten Zitadellen von Montmédy und von Longwy. Im Süden war die Festung Verdun durch einen Befestigungsvorhang mit Toul verbunden: das Fort de Génicourt, Fort de Troyon, Fort des Paroches, Fort du Camp-des-Romains, Fort de Liouville, Fort de Gironville und Fort de Jouy-sous-les-Côtes.

## Bau und Modernisierung
Der Bau der Festungswerke um Verdun begann 1874. Ein erster Verteidigungsring war 1877 fertiggestellt, dem bis in den 1880er Jahren ein zweiter Ring folgte. Dieser zweite Ring wurde bis zum Ausbruch des Ersten Weltkrieges ständig ausgebaut und modernisiert. Verdun, als nördlichster Fester Platz im Osten, war als Sperre des direkten Weges von Metz nach Paris der wichtigste und am besten ausgestattete.

### 1874 bis 1883
Nachdem die letzten deutschen Besatzungstruppen Verdun am 13. September 1873 verlassen hatten, wurden die die Stadt umgebenden Höhen unverzüglich von den Franzosen besetzt. Am 15. November 1873 präsentierte der
Général Séré de Rivières ein Memorandum zum Bau von 13 detachierten Forts auf den Höhen beidseitig der Maas. Nachdem die Nationalversammlung am 17. Juli 1874 die notwendigen Gelder bewilligt hatte, begannen im Dezember 1874 die Erdarbeiten am Fort de Tavannes.
Im Winter 1874/1875 kam die Furcht vor einem neuen Konflikt mit Deutschland auf, weswegen ab Februar 1875 fünf „Redoutes de la Panique“ (Panik-Redouten) gebaut wurden, die nichts mit dem Projekt von Séré de Rivières zu tun hatten, im Dezember 1877 fertig waren und sich in einem Halbkreis auf den wichtigsten Höhen um die Stadt anordneten. Es waren dies: das Fort de Belleville, das Fort du Saint-Michel, das Fort de Belrupt, das Fort de Regret und das Fort de La Chaume. Diese Befestigungen (später zu „Forts“ heraufgestuft), obwohl zu nah an der Stadt gelegen (wie 1879 durch den Inspektionsbericht von Général Henri d’Orléans, duc d’Aumale, bemängelt), bildeten die Basis des inneren Gürtels des Ortes, der kurz danach vom Fort de Souville und vom Fort de Tavannes ergänzt wurde.
Nach den ursprünglichen Planungen wurden die Arbeiten ab Sommer 1875 wieder aufgenommen, es entstanden gemauerte Forts mit frei stehenden Artilleriestellungen. Das Personal, die Munition und Vorräte waren in Hohltraversen und Kasematten untergebracht, die mit einer Erdschicht bedeckt waren. Im Jahre 1877 waren die Forts de Tavannes, de Dugny und de Marre fertiggestellt. Es folgten 1879 die Forts d’Haudainville und de Rozelier. In den frühen 1880er Jahren begann der Bau einer Serie von Infanteriewerken (Ouvrages), die ursprünglich als „postes“ bezeichnet und dann zu Forts heraufgestuft wurden – Fort des Sartelles, Fort de Chana, Fort de Choisel und Fort de Belle-Épine –, ebenso von größeren Anlagen wie dem Fort de Vaux, dem Fort de Bois-Bourrus, dem Fort de Landrecourt, dem Fort de Moulainville und dem Fort de Douaumont. Die Gesamtkosten der bis 1885 ausgeführten Arbeiten beliefen sich auf 28.000.000 Francs.

### 1885 bis 1899

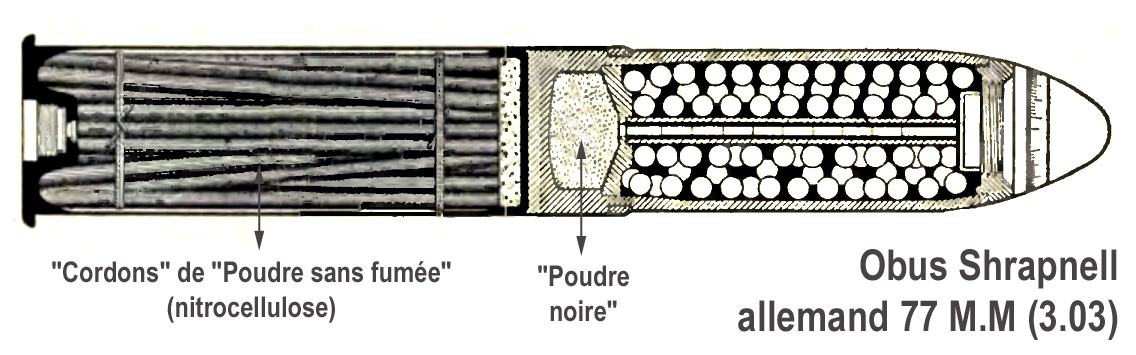
Deutsche Schrapnellgranate 77 mm. Die Kartusche ist mit Cellulosenitrat, die Granate mit Bleikugeln gefüllt.

Mitte der 1880er Jahre begann sich die Lage der Artillerie stark zu verändern. Die Einführung der Brisanzgranate, des Schrapnells, von rauchlosem Pulver, von Melinit, Cordit multiplizierte die Durchschlagskraft der Projektile und ergab eine völlig neue Situation für die aus Stein gemauerten Festungswerke, deren Bau gerade abgeschlossen war. Sie waren über Nacht nahezu unbrauchbar geworden, der Dienst an den noch im Freien stehenden Geschützen wurde so zu einem Selbstmordkommando, die erdgedeckten Steingewölbe konnten dem nicht mehr standhalten.
Um dieser in Frankreich „crise de l’obus-torpille“ genannten Gefahr zu begegnen, wurde per ministerieller Anordnung vom 22. Juli 1887 verfügt, dass die Geschütze von den Forts (soweit sie im Freien standen) abzuziehen und in 42 Intervallbatterien zusammenzuziehen seien. Sie sollten im Bedarfsfall zwischen den Forts in aufgelockerten Feldstellungen platziert werden. Munition und Pulver wurden in unterirdischen Magazinen (vier Magazine pro Batterie, sieben pro Sektor und ein Zentralmagazin in der Zitadelle) untergebracht.
Die infanteristische Verteidigung sollte durch kontinuierliche Infanterie-Positionen (Ouvrages d’infanterie), durch Gräben und Stacheldrahtverhaue gesichert werden. Die Decken der Forts und Ouvrages Douaumont (1887), Souville, Vaux und Marre (1888), Tavannes und Moulainville (1889), Rozelier (1890), Landrecourt und Bois-Bourrus (1891), Sartelles und Choisel (1894) wurden mit einer 1 Meter dicken Pufferschicht aus Sand und darüber mit einer 2,5 Meter dicken Betonschicht verstärkt. Die Kaponnieren wurden durch Contreescarpenkoffer ersetzt. Schließlich wurden Galerien unter der Zitadelle angelegt, während vier tiefe Kavernen in der Nähe der Forts gegraben wurden (Abris de Quatre-Cheminées bei Froideterre, eine bei Douaumont, eine bei Souville und eine bei Sartelles-Chana).
Da sich die Mission der Forts von großen Fernbatterien zu zentrierten Abwehrstellungen entwickelt hatte, war der Abstand zwischen den Forts zu groß geworden, daher war der Bau von „Zwischenwerken“ zur Füllung dieser Lücke notwendig. Sie wurden 1886 bis 1887 gebaut, waren kleiner als die „alten“ Forts, und es wurde beim Bau bereits Beton verwendet.
Vor allem seit der Episode von General Georges Boulanger im Kriegsministerium 1886–1887 und der Schnäbele-Affäre 1887 war die Angst vor einem neuen Krieg mit Deutschland größer geworden. Als Ergebnis entstanden die Werke „de Froideterre“, „de Thiaumont“, „de La Laufée“, „de Déramé“, „de Charny“ und „de Saint-Symphorien“.
1890 bis 1891 wurde ein erster (externer) versenkbarer Geschützpanzerturm in einem Betonfundament 120 m westlich vom Fort de Souville installiert. Es handelte sich um ein „Modèle Bussière“ mit zwei 155-mm-Kanonen. Der Turm war ein Prototyp, der 1887 bis 1888 auf dem Truppenübungsplatz von Châlons Beschussversuchen ausgesetzt worden war. Man hatte ihn dann repariert und hier in Stellung gebracht. Der Hub erfolgte mittels Dampfmaschine.
Von 1895 bis 1897 wurden in Verdun Experimente zur Verwendung von Stahlbeton durchgeführt.

### 1900 bis 1914

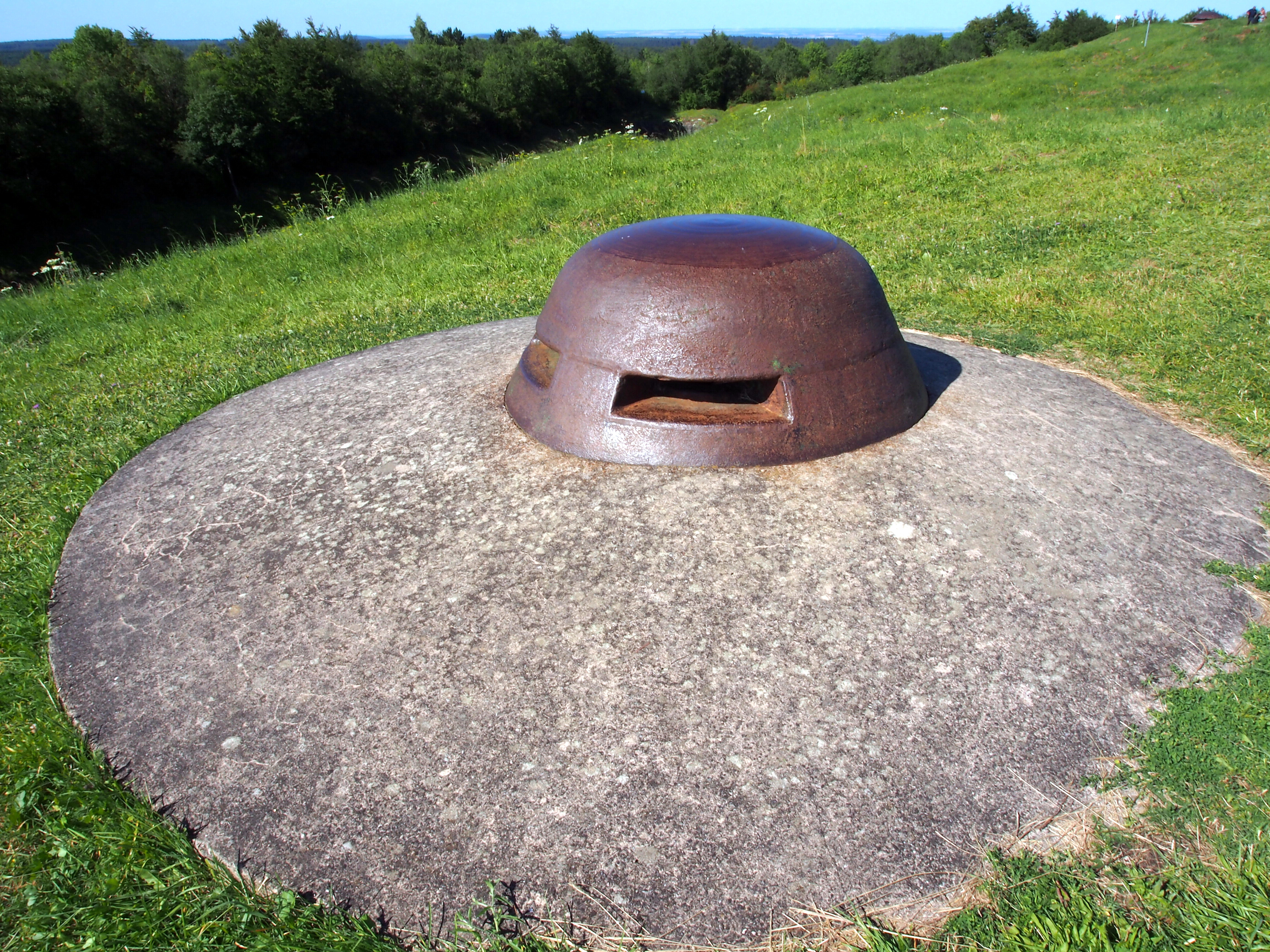
Gepanzerte Beobachtungskuppel (Observatoire cuirassé) im Fort de Douaumont

Am 1. Juli 1900 wurde ein Programm zur Modernisierung des Festen Platzes in Gang gesetzt. Es handelte sich um den Bau von Infanteriestützpunkten in den Zwischenräumen der Forts und um die Verbesserung der existierenden Forts und Ouvrages, indem 46 versenkbare Geschütz- und MG-Türme sowie 47 gepanzerte Beobachtungskuppeln (Observatoire cuirassé) installiert, 23 Flankierungskasematten (Casemates de Bourges) gebaut und die Decken der Werke mit einer Betonschicht von zwischen 1,2 m bis 1,8 m verstärkt wurden. In den Zwischenräumen entstanden insgesamt 24 betonierte Infanteriestützpunkte (Ouvrage d’infanterie/Abri de combat), 16 zur Aufnahme einer Kompanie und 18 für eine Halb-Kompanie ausreichend. Die Decke bestand aus 1,7 m armiertem Beton. Die Bezeichnungen leiteten sich von den Anfangsbuchstaben der Forts ab, zwischen denen sie lagen – z. B. FT 3 zwischen Froideterre und Thiaumont.
Die Ouvrages de Froideterre, de Thiaumont und de Déramé waren die ersten, die 1902 komplett mit Stahlbeton verkleidet wurden. Die Flankierungskasematten wurden 1899 auf dem Schießplatz von Bourges getestet, woher sie auch ihren Namen erhielten. Sie waren im Fort d’Haudainville mit zwei Kanonen 95 mm modèle 1888 bewaffnet. Später wurde allgemein die Canon de 75 mm modèle 1897 auf einer spezielle Lafette verwendet.

Casemates de Bourges
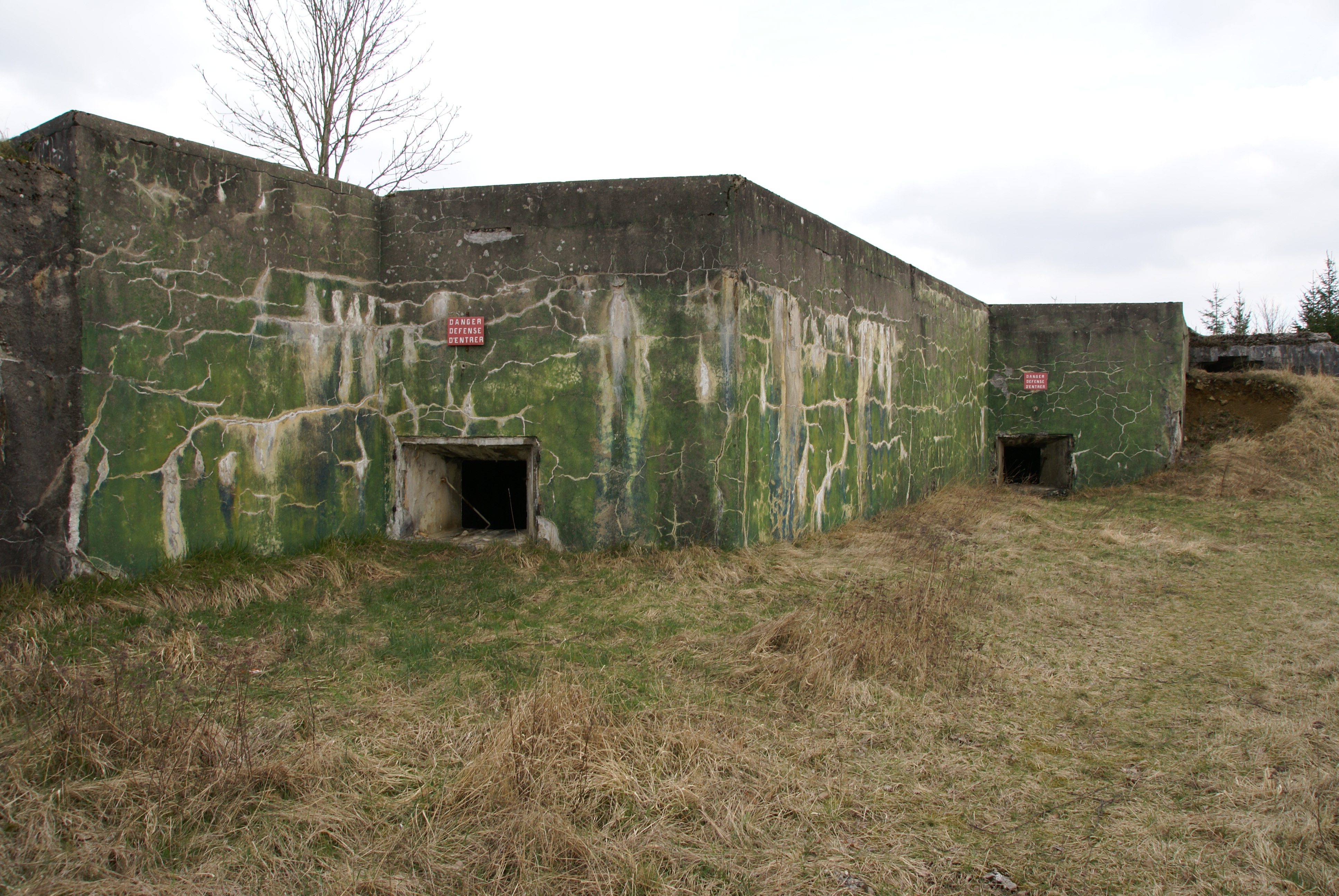
Die Casemate de Bourges im Fort de Douaumont, Ansicht von Westen (von Thiaumont und Froideterre)
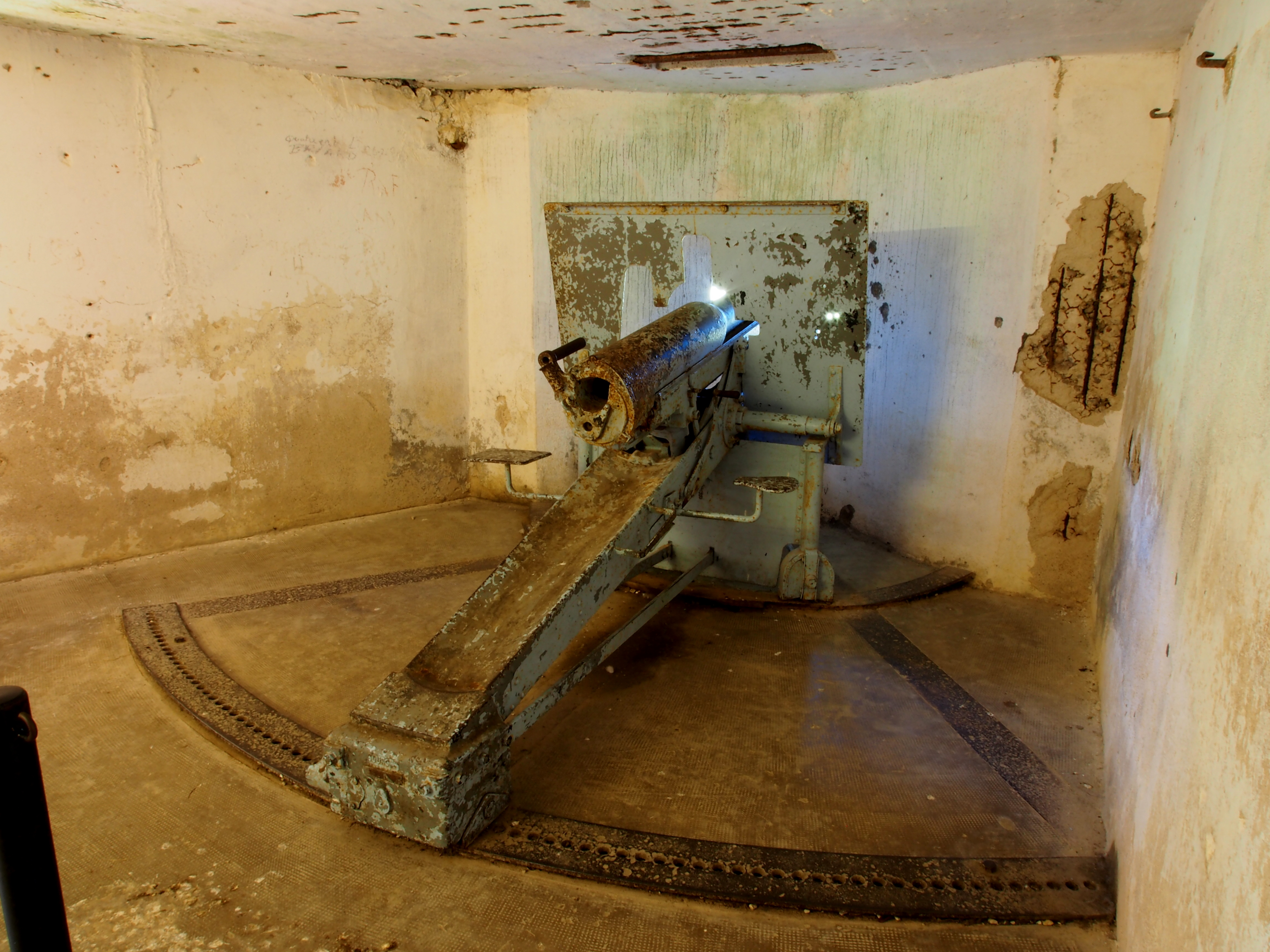
Canon de 75 mm modèle 1897 in einer der Casemates de Bourges im Fort de Vaux
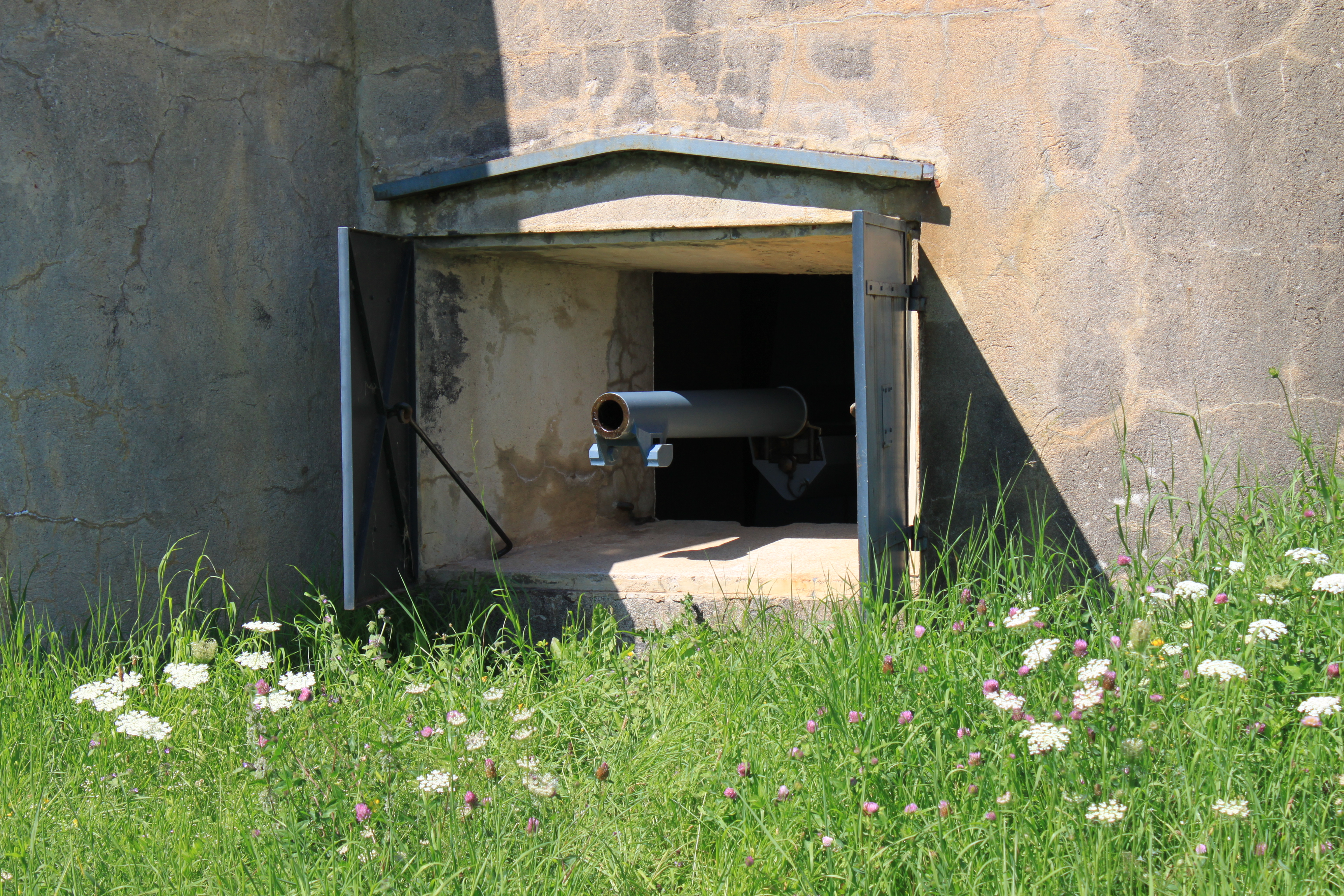
Kanone in der Casemate de Bourges im Fort d’Uxegney (Fester Platz Épinal)
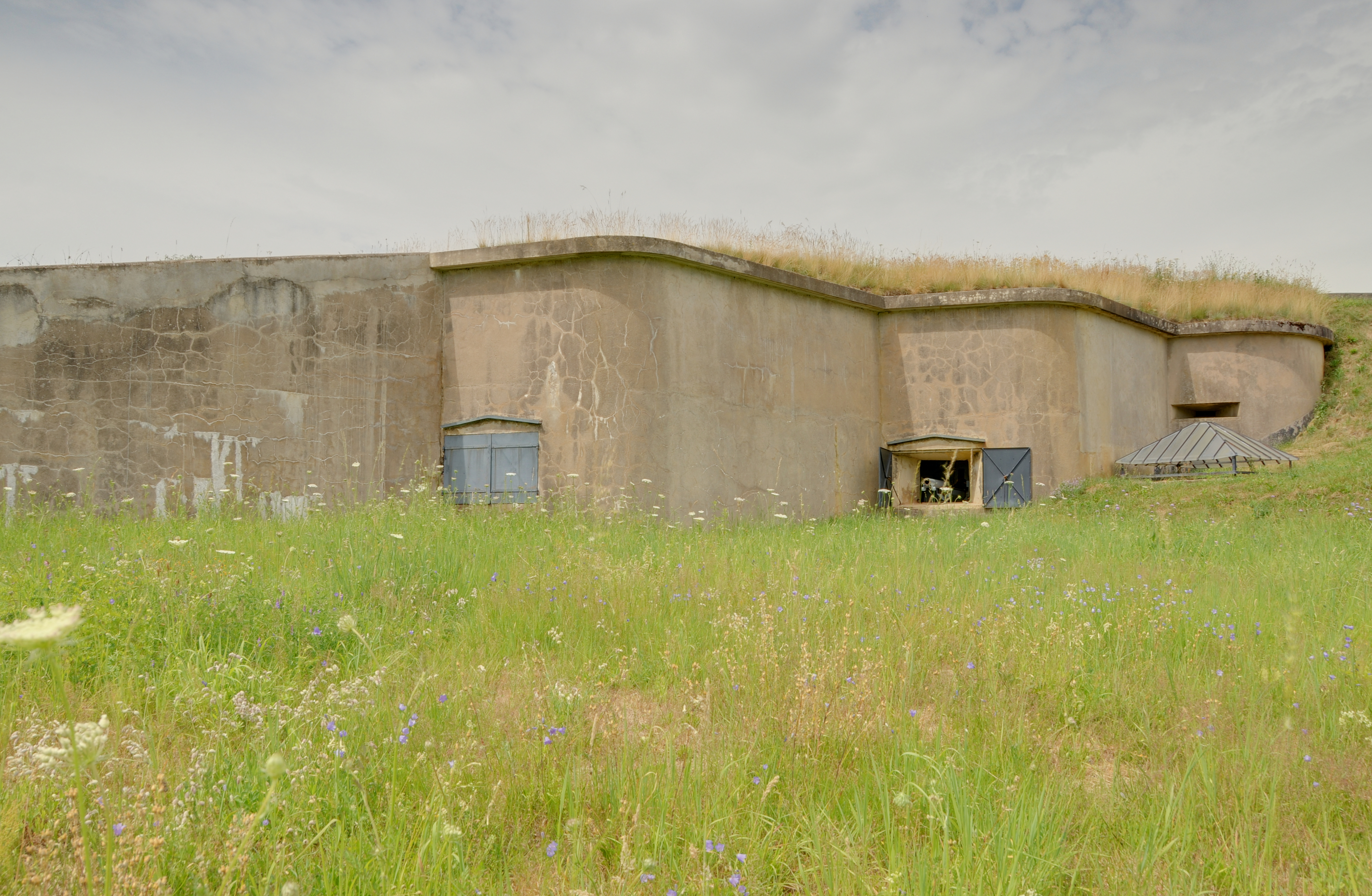
Gut erhaltene Casemate de Bourges im Fort d’Uxegney, sichtbar sind die beiden Ausschussöffnungen und eine Beobachtungsöffnung

Drei neue Modelle von stählernen Panzertürmen kamen zur Verwendung:
- 29 MG-Türme (Tourelle de mitrailleuses modèle 1899) für die Nahverteidigung
- 14 Geschütztürme 75 mm (Tourelle de 75 mm R modèle 1905), auch zur Nahverteidigung mit Kartätschen und zur Bestreichung der Zwischenräume mit Sprenggranaten oder Schrapnellen
- 6 Geschütztürme mit je einer Kanone 155 mm (Tourelle Galopin de 155 mm R modèle 1907), zur Bekämpfung gegnerischer Artilleriestellungen und von Fernzielen.[10]

Varianten der Panzertürme
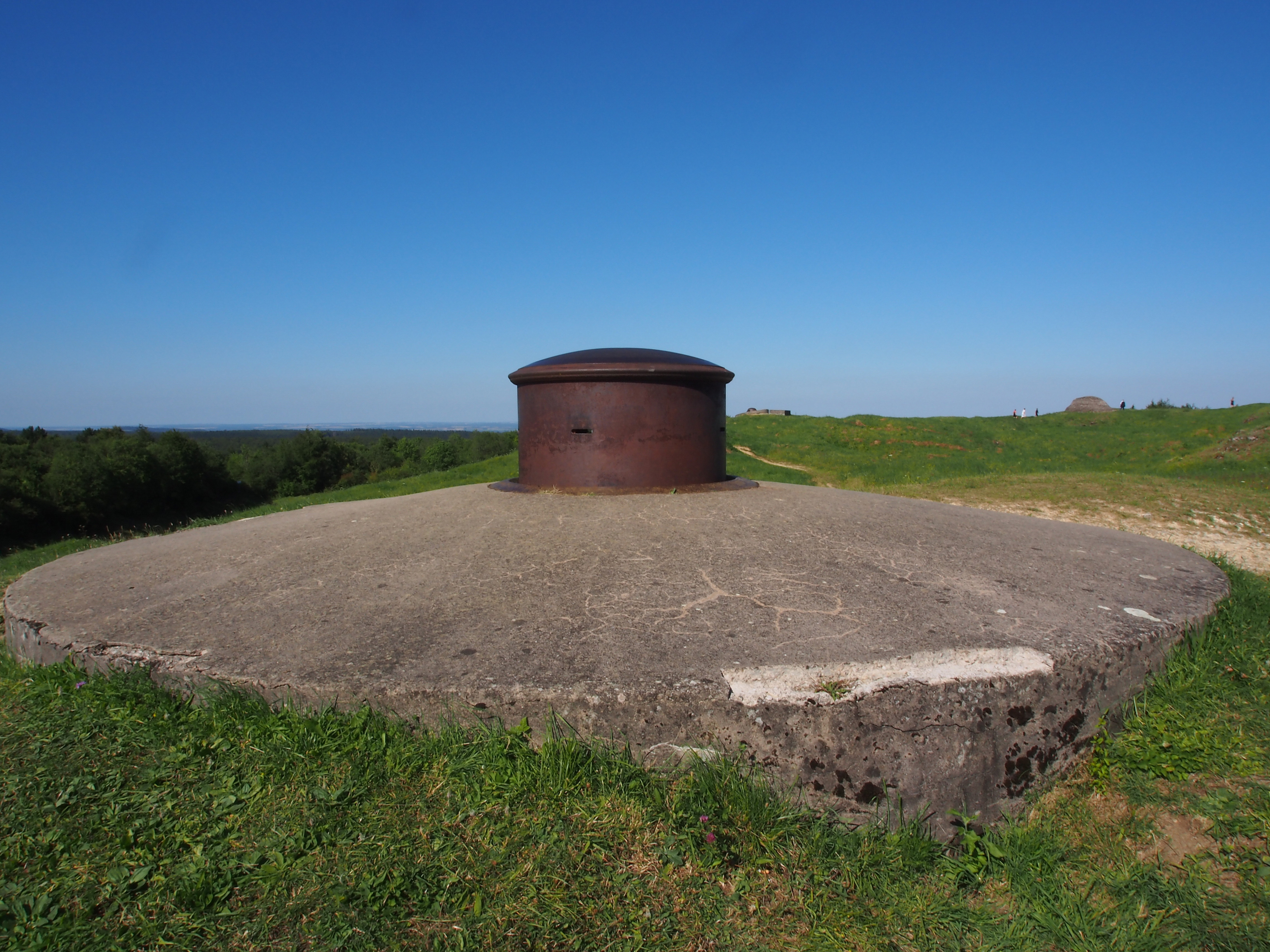
Tourelle de mitrailleuses modèle 1899 (gepanzerter Maschinengewehrturm) im Fort de Douaumont
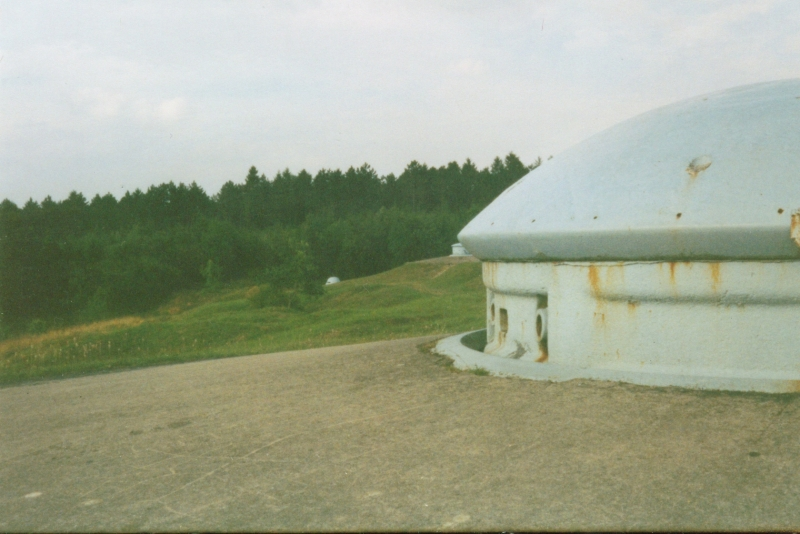
Tourelle de 75 mm R modèle 1905 in der Ouvrage de Froideterre
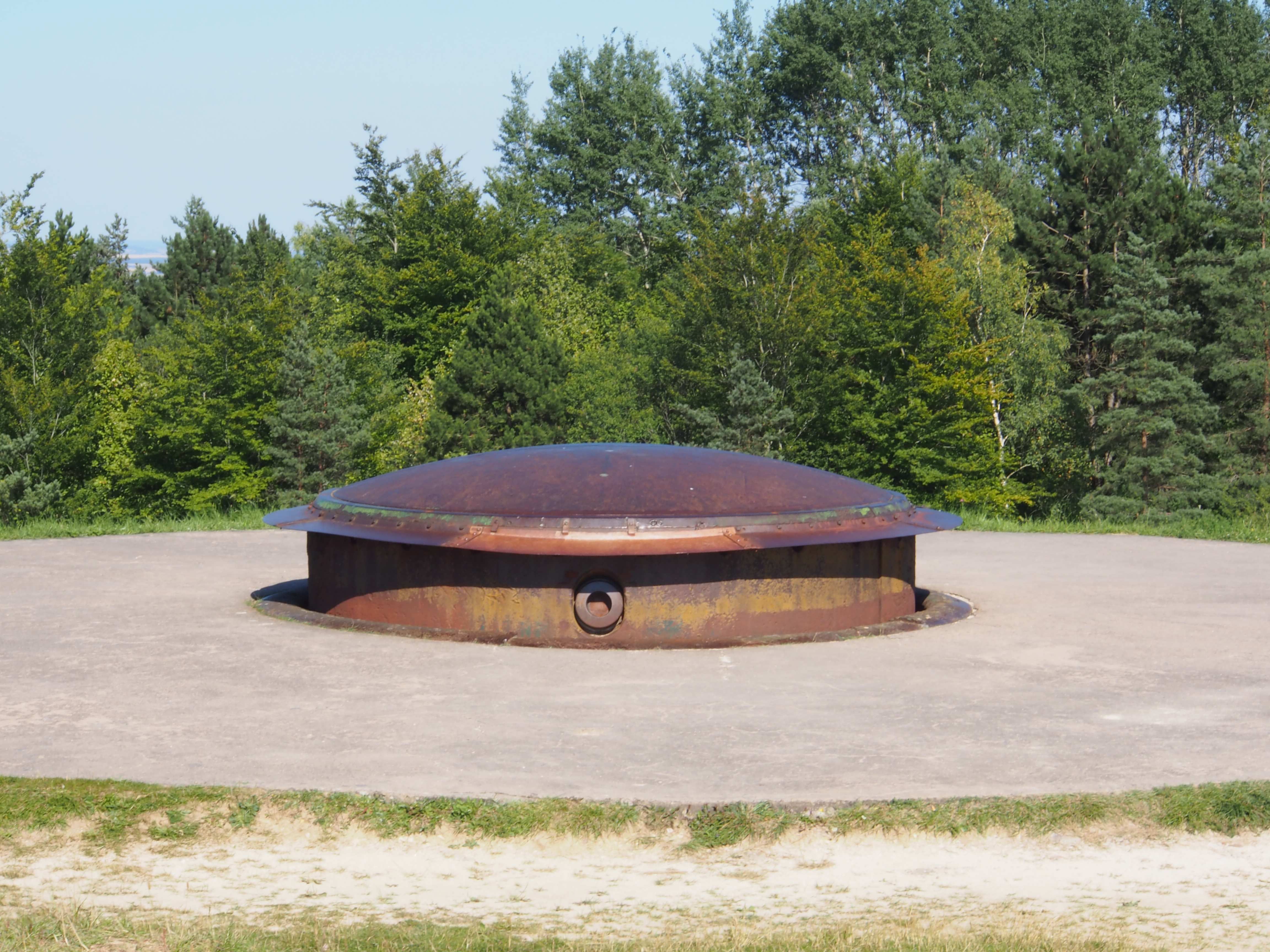
Tourelle Galopin de 155 mm R modèle 1907 im Fort de Douaumont
Arbeitsweise eines Geschützpanzerturms

Im Rahmen einer Inspektion im Jahre 1908 ordnete Général Henry de Lacroix, Vize-Präsident des Obersten Kriegsrates, am 17. Mai 1909 ein Programm zur „Komplettierung“ an. Es sah vor, weitere Panzertürme zu installieren (sieben 155-mm-, 13 75-mm- und sechs MG-Türme), weiterhin sollten 10 Widerstandszentren eingerichtet werden (bestehend aus einem Fort, umgeben von Ouvrages, Infanteriestützpunkten und betonierten Batteriestellungen) – insbesondere an den Flanken des Befestigungsrings (mit dem Fort de Douaumont im Nordosten, dem Fort du Rozelier im Südosten und dem Fort de Bois-Bourrus im Nordwesten). Dieses Programm hatte allerdings bei Kriegsbeginn gerade erst begonnen. Zwei neue Befestigungsanlagen waren bereits in kompletter Stahlbetonbauweise errichtet worden – die Ouvrage de La Falouse (zwischen 1906 und 1908) und das Fort de Vacherauville (zwischen 1910 und 1914), letzteres das einzige wirklich moderne französische Fort im Jahre 1914.
Zwei Projekte wurden bei Kriegsausbruch aufgegeben: einerseits die Ouvrage de Bras (Bras-sur-Meuse zwischen den Ouvrages de Charny und de Froideterre), da die Planungen dafür noch in den Anfängen steckten, andererseits waren für die Batterie östlich von Douaumont zwei nicht versenkbare Türme (Tourelle de 155 C modèle 1908) für je eine kurze 155-mm-Kanone vorgesehen, was ebenfalls nicht verwirklicht wurde. Während der Kämpfe wurde die Baugrube zur „carrière 2808“ (Steinbruch 2808).

## Allgemeine Beschreibung

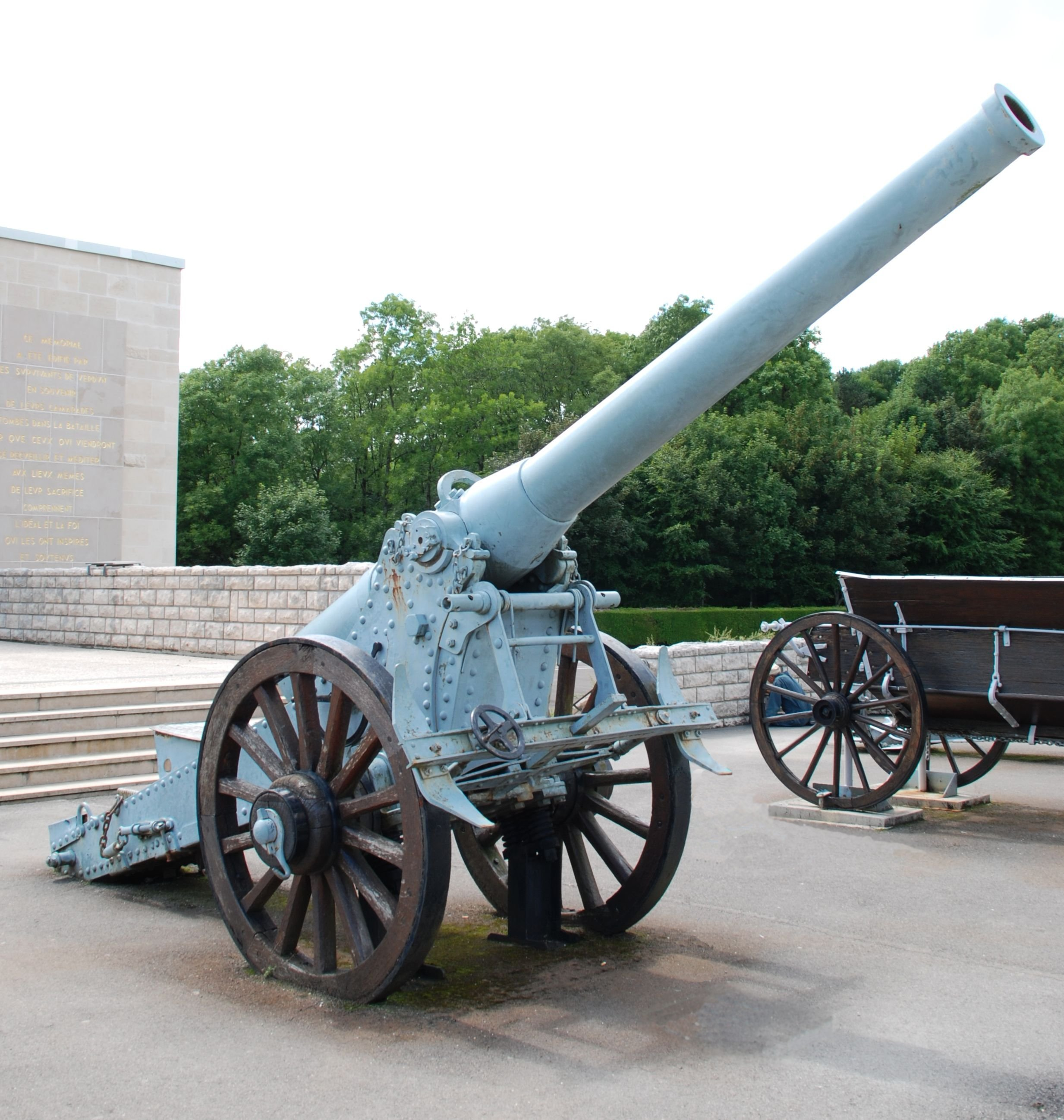
Die Canon de 155 mm L modèle 1877 war das am meisten verwendete Geschütz in den Batterien der Festen Plätze

Der Feste Platz Verdun bestand 1914 aus: 28 Forts und Ouvrages, davon 23 mehr oder weniger durch Betonverstärkungen modernisiert, mit sechs Geschützpanzertürmen Tourelle Galopin de 155 mm R modèle 1907 mit je einer 155-mm-Kanone, 14 Geschützpanzertürmen Tourelle de 75 mm R modèle 1905 mit je zwei Kanonen 75 mm, 23 Casemates de Bourges mit je zwei Kanonen 75 mm und 29 MG-Türmen Tourelle de mitrailleuses modèle 1899; für die Verteidigung der Gräben standen 211 Kanonen (Canons revolver de 40 modèle 1879, Canons 12 de culasse modèle 1884 oder Canons de 90 mm modèle 1877) und 210 Mitrailleusen auf den Wällen sowie 86 Mörser mit glattem Rohr zur Verfügung. Die Befestigungen wurden durch 17 kleine Infanteriestützpunkte, die vor den Forts angelegt waren, und durch 23 betonierte Infanteriestützpunkte (Ouvrage d’infanterie) ergänzt. Dazu kamen 118 Artilleriebatterien in den Zwischenräumen der Forts und Ouvrages, mit 670 Geschützen (vorwiegend Canons de 120 mm L modèle 1878 und Canons de 155 mm L modèle 1877 zur Bekämpfung von Fernzielen). Diese Kanonen waren in Arsenalen eingelagert.
Die Verteidigungsanlagen waren in drei Sektoren eingeteilt:
- ein äußerer Ring („ligne principale“) mit einem Umfang von 43 Kilometern
- ein innerer Ring („ligne de soutien“) mit einem Umfang von 25 Kilometern
- kleine, vorgeschobene Infanteriestützpunkte, die in einem Umfang von 50 Kilometern als Beobachtungslinie angelegt waren.[16]

In die Munitionsmagazine waren pro Geschütz 800 Granaten eingelagert, was einem Gesamtbestand von 611.000 Granaten entsprach.

„Das ist Verdun. Der Bahnhof ist von Militärwegen, Hangars, Artillerieparks umgeben. Die meisten Reisenden sind Soldaten; von den ersten Schritten an treffen wir nur auf Uniformen […]. Die Stadt ist auch ein riesiges Lager, das wir gut übersehen, wenn wir es von den Höhen von Belleville betrachten.
 Die Aussicht von dieser Position ist einzigartig […]. Eine Art riesiger Zirkus, geformt von steilen Hängen mit Weinbergen und Häusern. Von Abstand zu Abstand zerteilen Kuppen die Einheitlichkeit des Bildes; jede von ihnen trägt ein Fort, alle diese Forts sind durch Batterien und Unterstände für die Infanterie verstärkt; sie sind durch Eisenbahnen verbunden. Im Hintergrund, ganz am Ende des riesigen Halbkreises, schläft, um seine Kathedrale, das sehr kleine Verdun am Fuße seiner Zitadelle. Keine Militäranlage, nicht einmal Bergfestungen wie Grenoble, Briançon oder Besançon, ist so beeindruckend wie diese. Es ist großartig und beängstigend…“

### Kernwerk
In die Stadtumwallung war als Kernwerk ein zentrales Reduit integriert, in diesem Fall die Zitadelle mit einem Netz an unterirdischen Galerien, die als riesiges zentrales Lager diente und absolut beschusssicher war. Diese wurden als unterirdische Zitadelle (Citadelle souterraine) bezeichnet. In diesen Räumen waren kurz nach dem Ersten Weltkrieg die drei Gefallenen aufgebahrt, aus denen letztendlich derjenige ausgesucht wurde, der am 11. November 1920 im Grabmal des unbekannten Soldaten im Arc de Triomphe de l’Étoile in Paris bestattet wurde.
Koordinaten: 49° 9′ 32″ N, 5° 22′ 27″ O

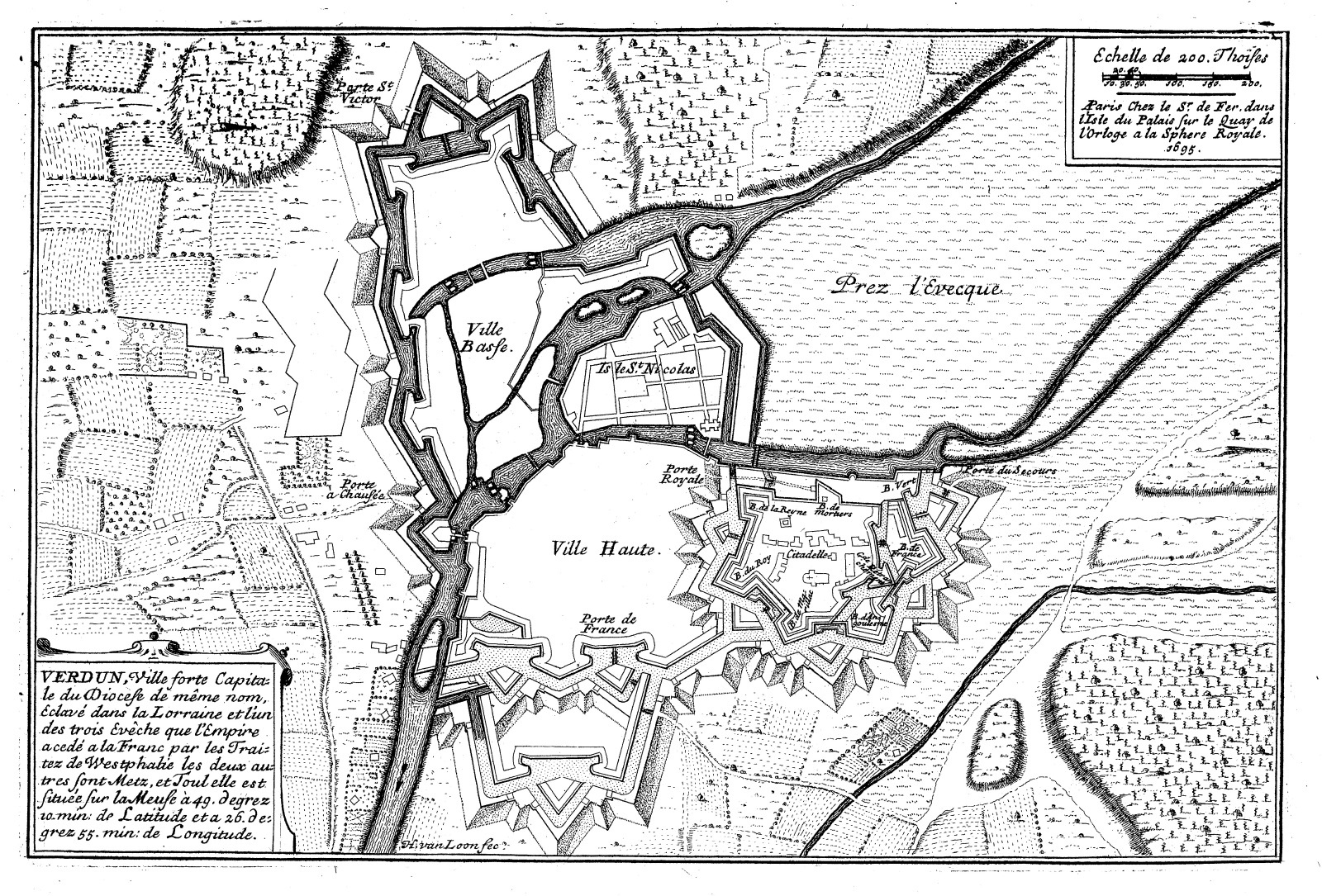
Befestigungsplan von Verdun aus dem Jahre 1695 (die Karte steht auf dem Kopf – Norden ist unten)
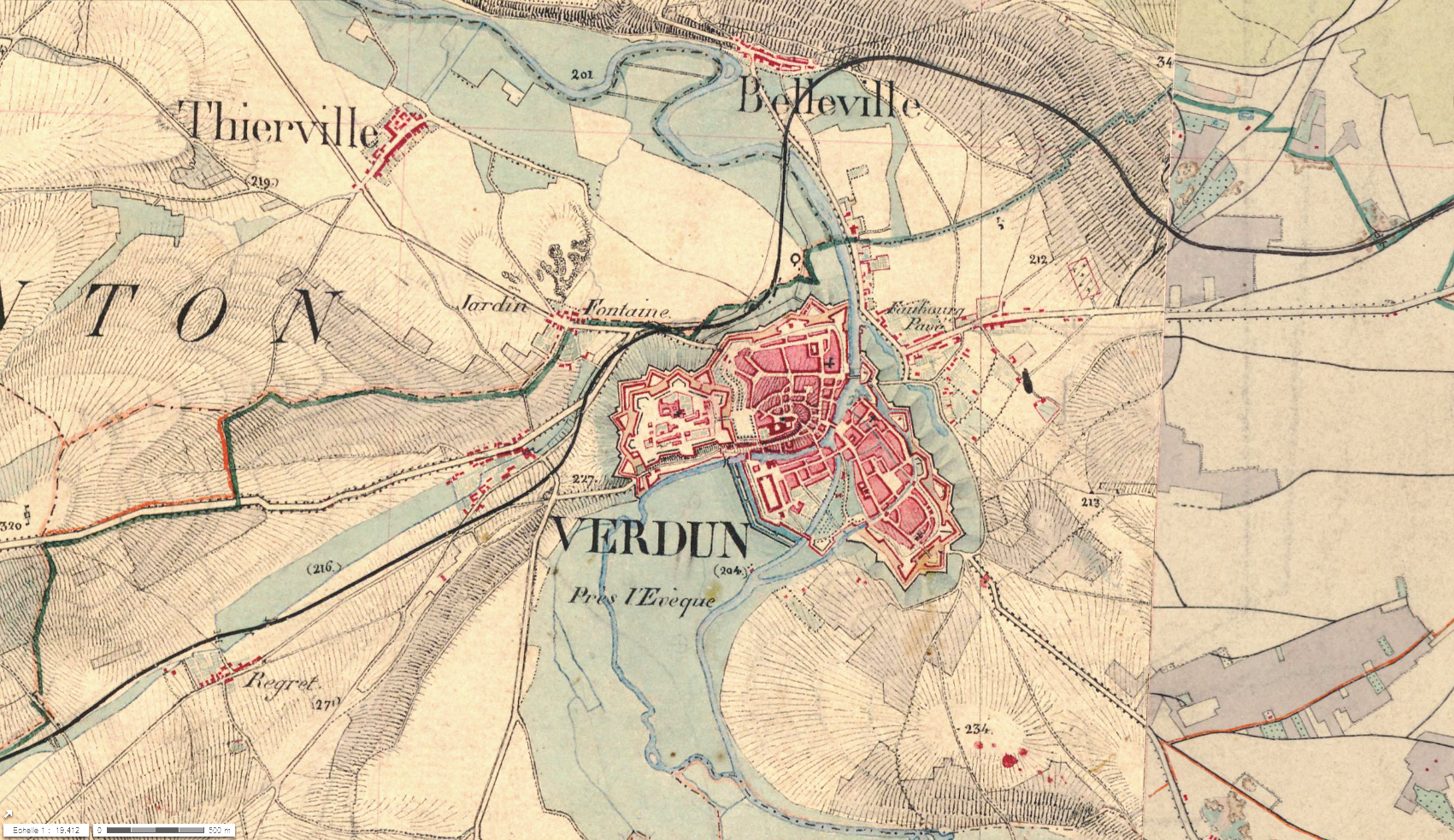
Die Zitadelle und die Stadtumwallung auf einer Stabskarte von 1866
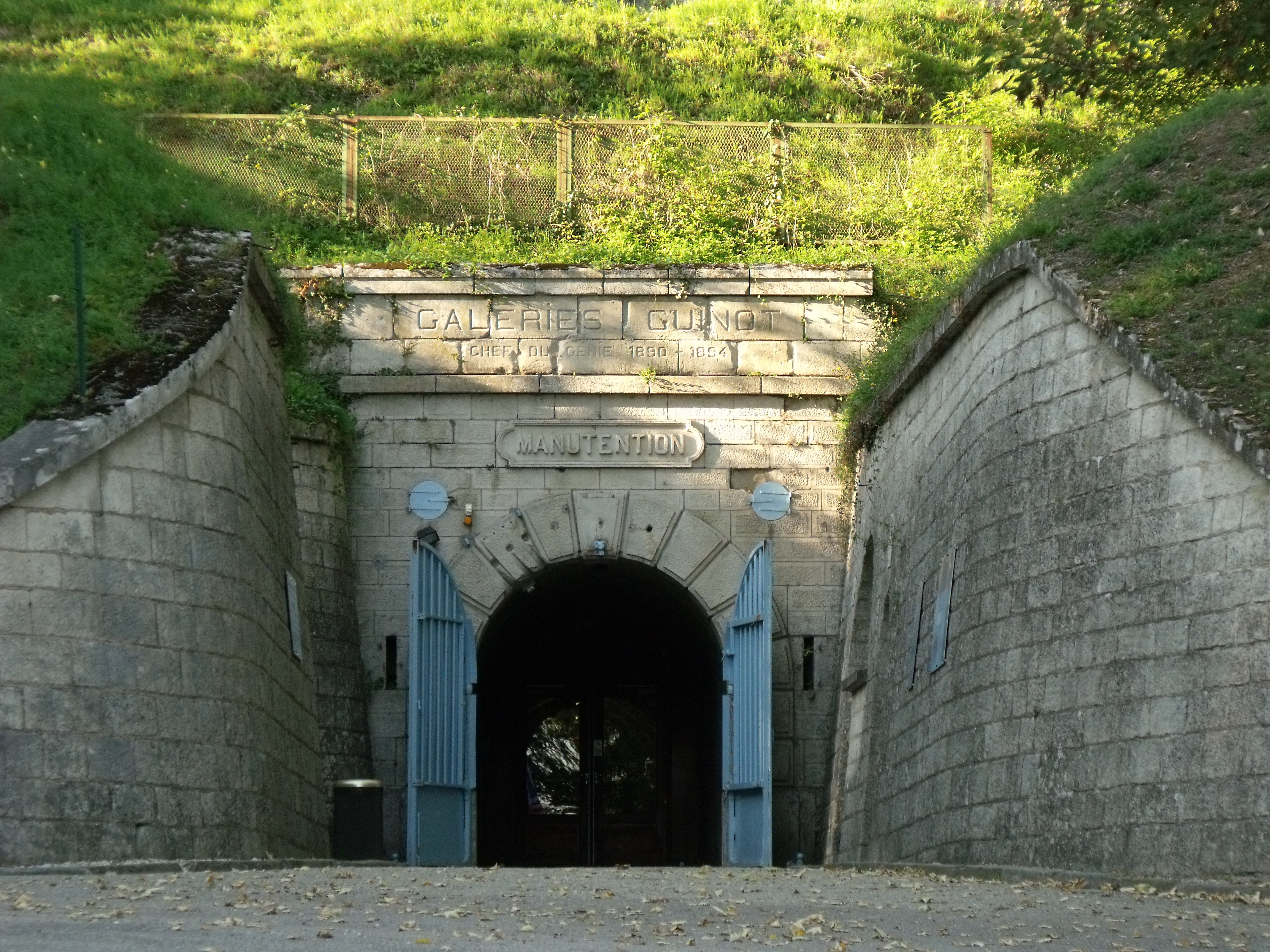
Eingang zu den unterirdischen Räumen der Zitadelle – heute teilweise ein Museum

Am linken Ufer befand sich das Arsenal (am „Quai d’artillerie“, in der Nähe des Bahnhofs), am rechten Ufer die beiden Hangars der Luftschiffe („Parc de ballon“) südlich von Fort de Belleville und die Landebahn des Flugplatzes westlich von Fort de Belrupt.

### Sektor Nordost
| Ouvrages                                                                | Ortslage (Koordinate) | Baujahr   | Modernisierung |
| ----------------------------------------------------------------------- | --------------------- | --------- | -------------- |
| Ouvrage de Lorient Mit Rundhölzern verstärktes Erdwerk auf der Höhe 343 | Lorient               | 1913      | nein           |
| Ouvrage du Muguet Mit Rundhölzern verstärktes Erdwerk                   | Muguet                | 1913      | nein           |
| Ouvrage de Josémont Mit Rundhölzern verstärktes Erdwerk                 | Josémont              | 1913      | nein           |
| Ouvrage de Bézonvaux                                                    | Bézonvaux             | 1889–1891 | nein           |
| Ouvrage d’Hardaumont                                                    | Hardaumont            | 1887–1893 | nein           |

| Forts oder Ouvrages    | Ortslage (Koordinate) | Baujahr    | Modernisierung                  | 155-mm-Turm | 75-mm-Turm | Cas. de Bourges | MG-Turm | Beob’- kuppel | Baukosten    |
| ---------------------- | --------------------- | ---------- | ------------------------------- | ----------- | ---------- | --------------- | ------- | ------------- | ------------ |
| Ouvrage de Froideterre | Froideterre           | 1887–1888  | 1902–1905                       | –           | 1          | 1               | 2       | 2             | 1.000.000 FF |
| Ouvrage de Thiaumont   | Thiaumont             | 1887– 1888 | 1902–1905                       | –           | –          | 1               | 1       | 1             | 400.000 FF   |
| Fort de Douaumont      | Douaumont             | 1885–1889  | 1901–1903, 1907–1909, 1911–1913 | 1           | 1          | 1               | 2       | 4             | 6.000.000 FF |
| Fort de Vaux           | Vaux                  | 1881–1884  | 1888–1895, 1904–1906, 1910–1912 | –           | 1          | 2               | –       | 3             | 2.800.000 FF |
| Ouvrage de la Lauffée  | La Laufée             | 1887–1888  | 1904–1906, 1913–1914            | –           | 1          | –               | –       | 1             | 900.000 FF   |

| Forts oder Ouvrages                | Ortslage (Koordinate) | Baujahr   | Modernisierung | 155-mm-Geschützturm | Baukosten    |
| ---------------------------------- | --------------------- | --------- | -------------- | ------------------- | ------------ |
| Redoute, dann Fort de Belleville   | Belleville            | 1875–1877 | nein           | –                   | 450.000 FF   |
| Redoute, dann Fort du Saint-Michel | Saint-Michel          | 1875–1877 | nein           | –                   | 450.000 FF   |
| Fort de Souville                   | Souville              | 1876–1877 | 1888–1891      | 1                   | 2.650.000 FF |
| Fort de Tavannes                   | Tavannes              | 1874–1879 | 1889–1890      | –                   | 2.500.000 FF |

### Sektor Südost
| Ouvrages                            | Ortslage (Koordinate) | Baujahr   | Modernisierung |
| ----------------------------------- | --------------------- | --------- | -------------- |
| Ouvrage d’Eix                       | Eix                   | 1887–1888 | nein           |
| Ouvrage de Croix-Brandier           | Croix-Brandier        | 1883      | nein           |
| Ouvrage du Manesel                  | Manesel               | 1888–1889 | nein           |
| Ouvrage de Châtillon                | Châtillon             | 1888      | nein           |
| Ouvrage de Maubois                  | Maubois               | 1889      | nein           |
| Ouvrage de Jaulny                   | Jaulny                | 1889      | nein           |
| Ouvrage des Réunis oder Bois-Réunis | Réunis                | 1878      | nein           |

| Forts oder Ouvrages         | Ortslage (Koordinate) | Baujahr    | Modernisierung       | 155-mm-Turm | 75-mm-Turm | Cas. de Bourges | MG-Turm | Beob’kuppel | Baukosten    |
| --------------------------- | --------------------- | ---------- | -------------------- | ----------- | ---------- | --------------- | ------- | ----------- | ------------ |
| Fort de Moulainville        | Moulainville          | 1883– 1885 | 1889–1891, 1905–1909 | 1           | 1          | 1               | 2       | 4           | 3.650.000 FF |
| Ouvrage de Déramé           | Déramé                | 1887–1888  | 1902–1903            | –           | –          | 2               | 1       | 1           | 1.000.000 FF |
| Fort du Rozelier            | Rozelier              | 1877–1879  | 1890–1902, 1904–1913 | 1           | –          | 2               | 3       | 3           | 4.500.000 FF |
| Ouvrage de Saint-Symphorien | Saint-Symphorien      | 1888–1889  | 1900 und 1902        | –           | –          | 1               | –       | –           | 400.000 FF   |
| Fort de Haudainville        | Haudainville          | 1876–1879  | 1900–1902            | –           | –          | 2               | 2       | 2           | 2.400.000 FF |

| Forts oder Ouvrages           | Ortslage (Koordinate) | Baujahr   | Modernisierung | Baukosten    |
| ----------------------------- | --------------------- | --------- | -------------- | ------------ |
| Redoute, dann Fort de Belrupt | Belrupt               | 1875–1877 | nein           | 1.600.000 FF |

### Sektor links der Maas
| Ouvrages                                           | Ortslage (Koordinate) | Baujahr   | Modernisierung |
| -------------------------------------------------- | --------------------- | --------- | -------------- |
| Ouvrage du Chapitre oder du Bois-du-Chapitre       | Chapitre              | 1888      | nein           |
| Ouvrage de Baleycourt                              | Baleycourt            | 1888–1890 | nein           |
| Ouvrage de Fromeréville oder du Bois-des-Sartelles | Fromeréville          | 1887–1888 | 1900           |
| Ouvrage de Germonville                             | Germonville           | 1887–1888 | nein           |
| Ouvrage des Bruyères                               | Bruyères              | 1887–1888 | nein           |

| Forts oder Ouvrages            | Ortslage (Koordinate) | Baujahr   | Modernisierung                  | 155-mm-Turm | 75-mm-Turm | Cas. de Bourges | MG-Turm | Beob’kuppel | Baukosten    |
| ------------------------------ | --------------------- | --------- | ------------------------------- | ----------- | ---------- | --------------- | ------- | ----------- | ------------ |
| Ouvrage de La Falouse          | La Falouse            | 1906      | nicht notwendig                 | –           | 1          | –               | 1       | 2           | 550.000 FF   |
| Fort de Dugny                  | Dugny                 | 1875–1877 | 1901–1902, 1902–1908            | –           | 1          | 1               | 2       | 3           | 2.200.000 FF |
| Fort de Landrecourt            | Landrecourt           | 1883–1886 | 1891, 1904–1906                 | –           | 1          | 1               | 2       | 3           | 2.750.000 FF |
| Redoute, dann Fort de Regret   | Regret                | 1875–1877 | 1906–1909                       | –           | 2          | 1               | 2       | 4           | 2.600.000 FF |
| Poste, dann Fort des Sartelles | Sartelles             | 1876–1879 | 1900–1902                       | –           | –          | 2               | 2       | 2           | 1.100.000 FF |
| Poste, dann Fort du Chana      | Chana                 | 1883–1884 | 1906–1911                       | –           | 1          | 2               | –       | 1           | 1.150.000 FF |
| Poste, dann Fort de Choisel    | Choisel               | 1883–1885 | 1894–1897, 1906–1912            | –           | 1          | 2               | 2       | 3           | 1.300.000 FF |
| Fort de Bois-Bourrus           | Bois-Bourrus          | 1881–1887 | 1891–1894, 1904–1906, 1913–1914 | –           | –          | 2               | 3       | 2           | 2.850.000 FF |
| Fort de Marre                  | Marre                 | 1881–1884 | 1894–1897 und 1904–1906         | –           | 1          | –               | –       | 1           | 2.500.000 FF |
| Poste de Belle-Épine           | Belle-Épine           | 1883–1886 | nein                            | –           | –          | –               | –       | –           | 400.000 FF   |
| Fort de Vacherauville          | Vacherauville         | 1910–1914 | nicht notwendig                 | 2           | 1          | –               | 1       | 4           | 2.300.000 FF |
| Ouvrage de Charny              | Charny                | 1887–1888 | 1902–1904                       | –           | –          | 1               | 1       | 1           | 900.000 FF   |

| Forts oder Ouvrages             | Ortslage (Koordinate) | Baujahr   | Modernisierung | Baukosten    |
| ------------------------------- | --------------------- | --------- | -------------- | ------------ |
| Redoute, dann Fort de La Chaume | La Chaume             | 1875–1877 | nein           | 1.300.000 FF |

## Einheiten der Garnison

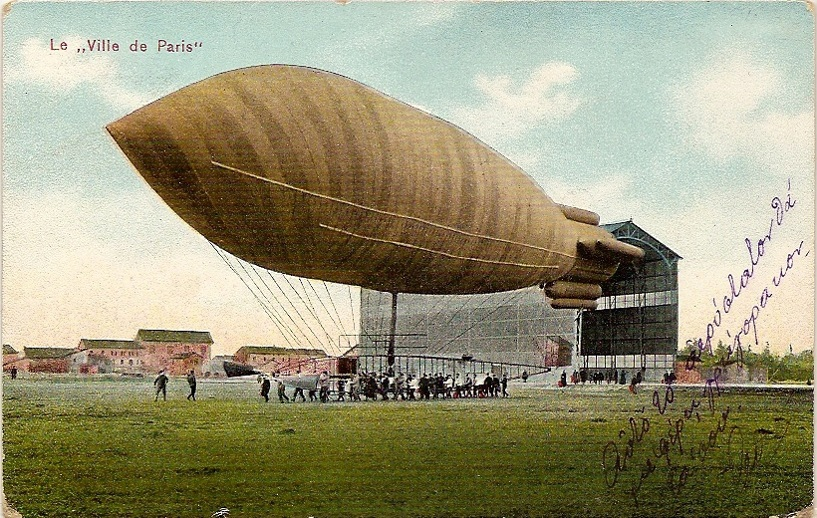
Der Militärballon Ville-de-Paris im Jahre 1908. Dem Festen Platz Verdun zur Beobachtung und Artillerieleitung zugeteilt.

Seit 1873 unterstand der Feste Platz Verdun der „6e région militaire“ (6. Militärregion), deren Hauptquartier sich in Châlons-sur-Marne befand. In Friedenszeiten bestand diese im Wesentlichen aus der „42e division d’infanterie“ (im „6e corps d’armée“), deren Einheiten in unmittelbarer Umgebung stationiert waren (die beiden anderen Großverbände des Korps waren die „12e division d’infanterie“ in Reims und die „40e division d’infanterie“ in Saint-Mihiel). Die „42e division d’infanterie“ bestand aus dem „151e régiment d’infanterie“, dem „162e régiment d’infanterie“, dem „19e bataillon de chasseurs à pied“ und dem „61e régiment d’artillerie“, die in Verdun stationiert waren, sowie dem 94e régiment d’infanterie in Bar-le-Duc, dem 8e bataillon de chasseurs à pied in Étain und dem 16e bataillon de chasseurs à pied in Conflans-Labry. Zu Manövern wurden die Einheiten zusammengezogen, die Division war nicht dazu bestimmt, die Festungswerke zu besetzen.
Zugeteilt waren noch eine Brigade der „4e division de cavalerie“, bestehend aus dem 2e régiment de hussards und dem 4e régiment de hussards, sowie einige Einheiten, die keiner Division zugeteilt waren: das „164e régiment d’infanterie“, das „165e régiment d’infanterie“, das „166e régiment d’infanterie“, das „44e régiment d’infanterie territoriale“, das „5e régiment d’artillerie à pied“ (5. Fußartillerieregiment) und das „9e régiment du génie“ (9. Pionierregiment) mit dem 6. und 25. Bataillon. Diese vier Infanterieregimenter, das Artillerieregiment und das 25. Pionierbataillon waren im Kriegsfall als Besatzung der Forts, Batterien und Ouvrages vorgesehen.

## Erster Weltkrieg

### Verschleierung und Aufmarsch
Am 29. Juli 1914 wurden die in Friedenszeiten leerstehenden Ouvrages mit einer Besatzung belegt.
So wurden z. B. die Ouvrages de Froideterre, de Thiaumont, de Bezonvaux, du Josémont, d’Hardaumont und de La Laufée sowie einige ständige Batterien vom „164e régiment d’infanterie“ besetzt. Am 30. und 31. Juli waren die neun Bataillone des „164e régiment d’infanterie“, des „165e régiment d’infanterie“, die Batterien des „5e régiment d’artillerie à pied“ (5. Fußartillerieregiment) sowie die aktiven Pionierabteilungen in ihre vorgesehenen Stellungen eingerückt. Dazu gehörten auch die umliegenden Dörfer (das „164e régiment d’infanterie“ stand in Stellungen bei Ornes, Damloup, Dicourt, Bourvaux, Vaux und Bras).
Am 3. August 1914 wurden die aktiven Regimenter durch Territorialtruppen ersetzt. Das „44e régiment d’infanterie territoriale“ traf am 1. August ein, am 3. August waren sechs Kompanien ausgerüstet und bewaffnet, die anderen sechs Kompanien am 5. August.
Es wurden vor Ort mehrere Reserveeinheiten und Territorialeinheiten aufgestellt und mit ihnen eine
„Division d’infanterie de réserve pour la ‚défense mobile de la place‘“ (Reserve-Infanteriedivision zur mobilen Verteidigung des Platzes) und eine Territorial-Infanteriedivision gebildet. Der Feste Platz Verdun war gemäß dem Mobilisierungsplan (Plan XVII) in die Aktion zur Verschleierung des französischen Aufmarsches eingebunden. Die beiden aktiven Divisionen des 6. Armeekorps, die 40. Infanteriedivision in Verdun und die 42. Infanteriedivision in Saint-Mihiel, waren vom ersten Tag an in diese Aktion eingebunden. Am 4. August 1914 wurde die 3. Armee aufgestellt. Kommandant war Général Pierre Xavier Emmanuel Ruffey.
Am achten Tag der Mobilmachung, dem 9. August 1914, waren die Truppen in Verdun kriegsbereit. Sie waren von neun auf 34 Bataillone Infanterie, von neun auf 35 Batterien Artillerie (davon neun bewegliche) und von drei auf acht Kompanien Pioniere verstärkt worden. Dazu kamen zwei Escadrons Kavallerie und eine Fliegerkompanie. Diese Konzentration bildete die „72e division d’infanterie de réserve“ mit dem „351e régiment d’infanterie“, dem „362e régiment d’infanterie“, dem „364e régiment d’infanterie“, dem „365e régiment d’infanterie“, dem „366e régiment d’infanterie“, dem „56e bataillon de chasseurs à pied“ (Jäger zu Fuß, die beiden Jägerbataillone wurden von Lieutenant-colonel Driant kommandiert), zwei Escadrons des 2. und 4. Husarenregiments, drei Gruppen des 61., 59., 11., 41. und 45. Feldartillerieregiments, dazu der 1. und 21. Kompanie des 25. Bataillons des 9. Pionierregiments. Der Militärgouverneur ordnete mit der Begründung „bouches inutiles“ (unnütze Esser) die Evakuierung der Zivilbevölkerung an.
Bei Bekanntwerden der deutschen Invasion in Belgien und Luxemburg trat die Variante des „Plan XVII“ in Kraft, die vorsah, den linken französischen Flügel zu verstärken. Die Aufgabe der 3. Armee verdoppelte sich dadurch – mit der Front nach Norden und nach Osten.
Am 11. August hatten die drei aktiven Armeekorps der 3. Armee ihre Positionen in der Woëvre bezogen, sie bildeten einen Bogen zum Schutz von Verdun, der von Moirey-Flabas-Crépion bis Saint-Baussant reichte. Bereits am 10. August hatte der Oberkommandierende Joseph Joffre Général Ruffey ermächtigt, mit den Reservedivisionen der 3. Gruppe die aktiven Divisionen auf den Höhen der Maas (nach Osten mit Front auf Metz) zu ersetzen. Am 16. August wurde die 3. Reservedivisionsgruppe durch die „76e division d’infanterie de réserve“ aus der allgemeinen Reserve verstärkt. Die Gruppe unter dem Kommando von Général Paul Durand, fortan „groupement Durand“ genannt und nicht mehr Ruffey unterstellt, hatte die Aufgabe der Verteidigung der Maashöhen übertragen bekommen. Dadurch konnten die drei aktiven Korps bei Damvillers, Dieppe-sous-Douaumont und Fresnes-en-Woëvre herausgezogen werden.

### 1914/1915, der isolierte Platz

Zwei verschiedene Pläne: der Plan XVII gegen den Schlieffenplan

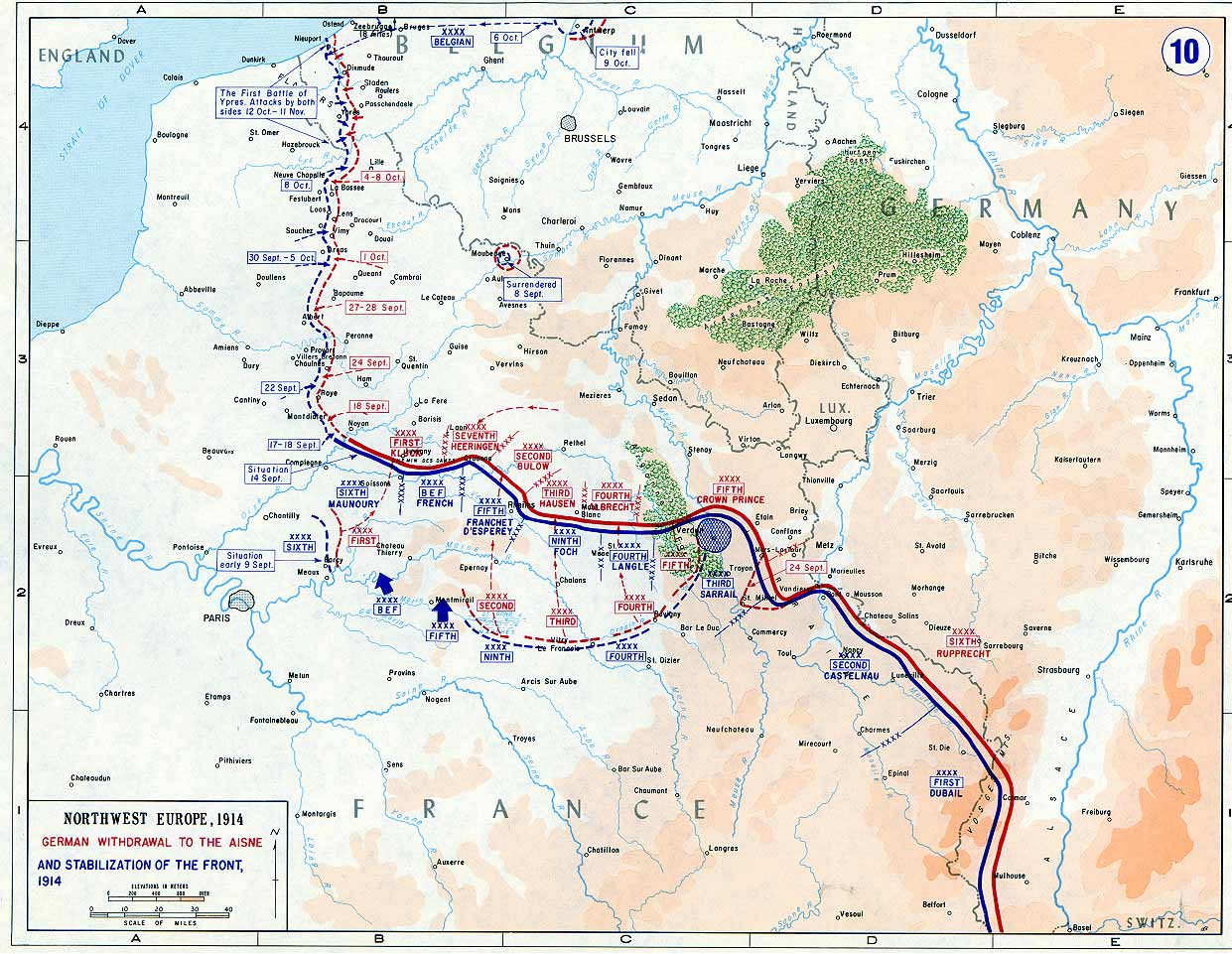
Karte der Westfront mit dem Vorsprung bei Verdun gegen die Argonnen und dem Brückenkopf bei Saint-Mihiel

Wie die anderen drei Festen Plätze (Toul, Épinal, Belfort) war Verdun stark befestigt und mit einer großen Masse an Artillerie ausgestattet. Der deutsche Aufmarschplan sah keine Angriffe auf diese schwer befestigten Punkte vor, sie sollten nördlich durch Belgien umgangen werden. Verdun als nördlichster Punkt der französischen Verteidigungskette war praktisch der Angelpunkt der deutschen Vorwärtsbewegung. Am 26. August nahmen die deutschen Truppen die veralteten Festungen Longwy und Montmédy ein (Montmédy wurde kampflos geräumt) und entwickelten sich dann Richtung Verdun. Ende August, Anfang September erlaubte der große Rückzug der französischen Armee dem deutschen XIII. Armee-Korps, sich in den Argonnen vom Rhein-Marne-Kanal bis Vassincourt festzusetzen. Die Kämpfe bei Vaux-Marie während der Marneschlacht erlaubten es den Franzosen, das linke Flussufer der Maas zu räumen und nördlich der Argonnen in der Linie Servon–Melzicourt–Varennes eine stabile Frontstellung zu beziehen, wo noch das ganze Jahr 1915 gekämpft wurde.
Die Deutschen ignorierten Verdun und versuchten, auf der rechten Seite der Maas südwestlich der Stadt den Befestigungsriegel der Moselhöhen zu durchbrechen. Das Fort de Troyon wurde vom 8. bis 13. September heftig beschossen, blieb aber in französischer Hand, während ein erfolgreicher Durchbruch etwas weiter südlich am 20. September 1914 (Schlacht bei Flirey) die Einnahme von Saint-Mihiel sowie des Fort du Camp-des-Romains (am 25. September 1914) ermöglichte. Die deutschen Linien überquerten und unterbrachen somit die „Route nationale 64“, die Eisenbahnlinie von Lérouville nach Pont-Maugis und den Canal de l’Est von Verdun nach Commercy, was die Versorgung der Festung eklatant erschwerte. Der Vorsprung von Saint-Mihiel widerstand französischen Angriffen vom 5. April bis 5. Mai 1915.
Auf Grund der Vernichtung der Forts von Lüttich, Namur, Maubeuge und des Fort de Manonviller durch überschwere deutsche Artillerie und auch wegen der Entfernung Verduns zur Front wurde im Oktober 1914 angeordnet, die Besatzungen der Forts zu reduzieren. Im August 1915 erging dann der Befehl, die Arsenale aufzulösen sowie die Forts und fixen Batterien zu entwaffnen. Das Reglement über die Kommandogewalt, festgelegt im Dekret vom 7. Oktober 1909, gab dem Gouverneur eines Festen Platzes eine gewisse Autonomie gegenüber dem Oberkommandanten, im Artikel 151 war das präzisiert:

„Der Oberkommandant des Kampfabschnitts darf keinen Teil der vom Minister bestimmten Verteidigungsgarnison von einem ihm unterstellten Ort entfernen.“

Mit dem Dekret vom 5. August 1915 wurde das jedoch dahingehend geändert, dass die Orte im Bereich der Armeen dem Oberkommandanten unterstellt wurden, welcher

„die ganze Garnison des Festen Platzes und alle vor Ort oder in der Requisitionszone vorhandenen Kampf- und Verpflegungsmittel ohne Einschränkung unter seinem Befehl stehen hat“

Lediglich die Geschützpanzertürme behielten ihre Kanonen (mit einem nur geringen Munitionsvorrat). Die anderen Geschütze wurden abgezogen und den schweren Artillerieregimentern an der Front zugeteilt, wo sie im Besonderen in der Herbstschlacht in der Champagne zum Einsatz kamen.
Der Gouverneur von Verdun, Général Michel Henri Marie Coutanceau, der gegen die Desarmierung von Verdun protestiert hatte, wurde am 10. August 1915 durch Général Frédéric-Georges Herr abgelöst, der an die Spitze der neugebildeten Befestigten Region Verdun („région fortifiée de Verdun“) trat, die einer Armee entsprach. Général Augustin Dubail, Oberkommandierender der Armeegruppe Ost, sagte dazu:

„Die Verteidigung des Territoriums hängt ausschließlich von Armeen auf dem Feld ab. Die Entwaffnung der Orte, deren Rolle nicht mehr akzeptabel ist, kann uns ohne weiteres die schwere Artillerie beschaffen, die für unsere Armeen unentbehrlich ist.“

Die Zentren des Widerstandes (Gräben, Infanteriestützpunkte und Stacheldrahtverhaue) zogen sich über das Plateau von Sivry-la-Perche und Côte du Poivre und stellten die am weitesten vorgeschobenen Stellungen im Westen und im Norden von Verdun dar.

### 1916, der belagerte Platz
Ende 1915 wurde auf Veranlassung des Chefs des deutschen Großen Generalstabs, Erich von Falkenhayn, beschlossen, bei Verdun eine große Schlacht (Vernichtungsschlacht [sic!]) gegen die französische Armee zu schlagen. Zuerst war dafür der Feste Platz Belfort vorgesehen, dann aber entschied man sich für Verdun, weil der Ort, verglichen mit dem Rest der französischen Front, ziemlich isoliert war, er war schlechter zu versorgen, und seine Befestigungen waren 1915 desarmiert worden. Die Besatzung des Fort de Douaumont war zum Beispiel von 751 aktiven Soldaten auf 58 Mann Territorialtruppen reduziert worden, die Geschütze aus den Casemates de Bourges waren abgezogen und die Munition in den Geschütztürmen auf ein Minimum reduziert worden.
Um die Front aufzubrechen, hatten die Deutschen im Halbkreis 1220 Geschütze konzentriert, davon 17 Mörser 30,5 cm, drei Langrohrgeschütze 38 cm SK L/45 und 13 Haubitzen 42 cm.

Die größten deutschen Geschütze vor Verdun
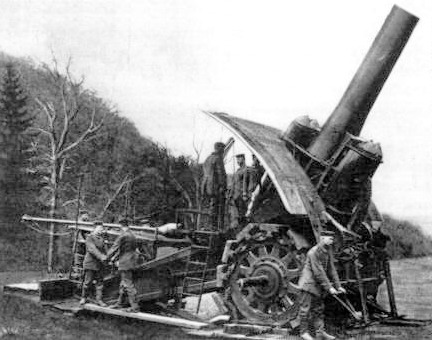
Deutscher 42-cm-Mörser Dicke Bertha
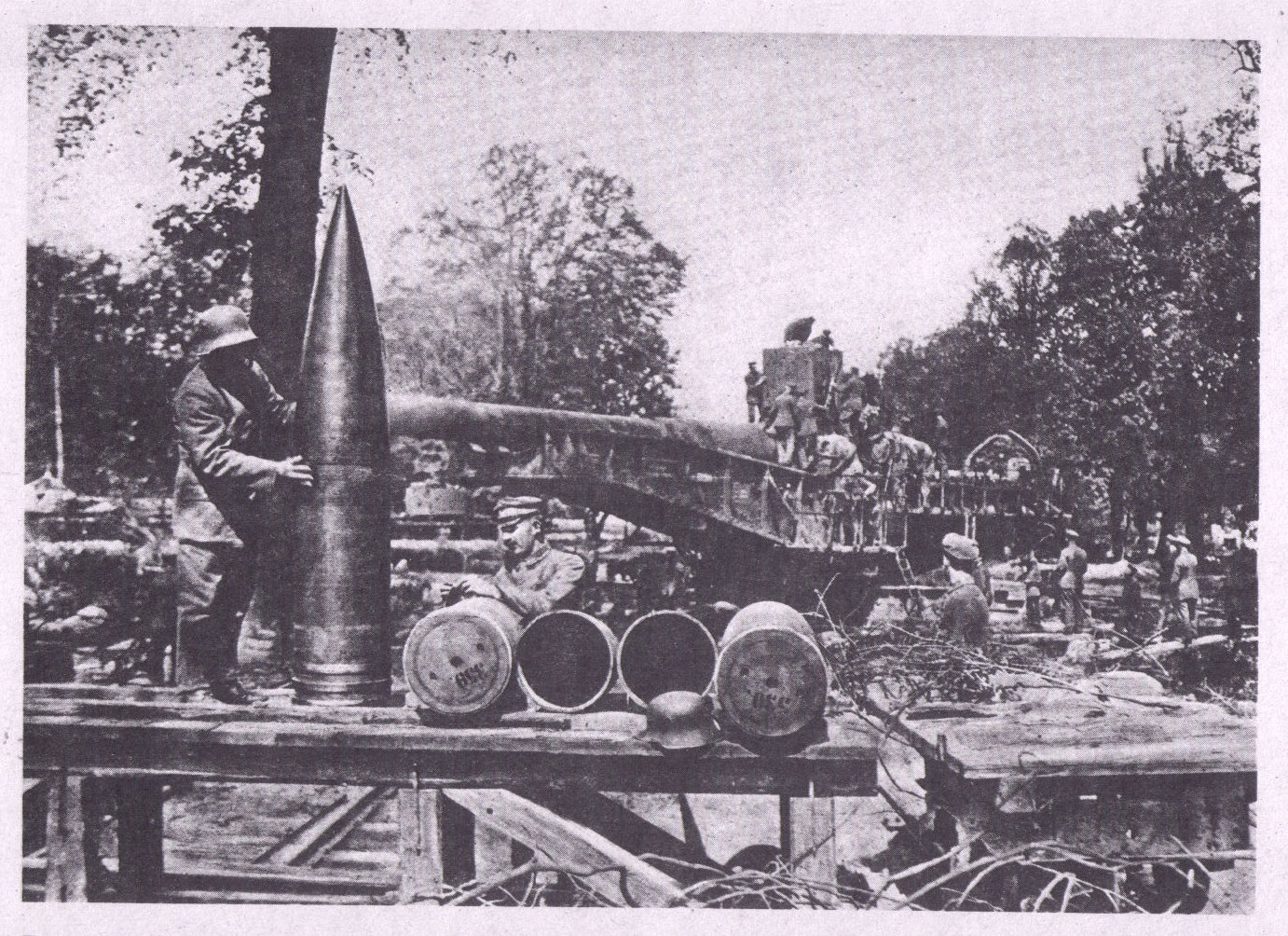
38-cm-Granaten für Schnellladekanone Langer Max
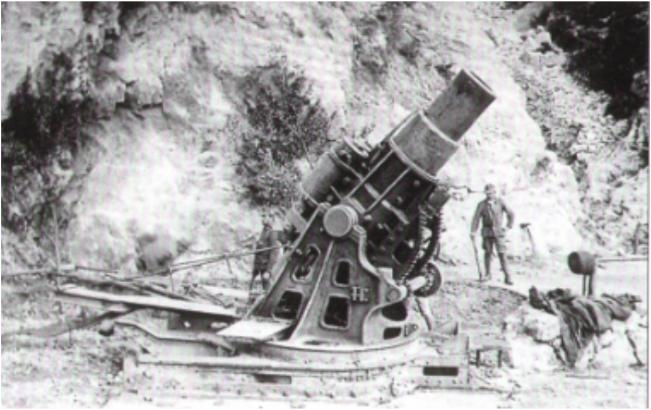
k.u.k. 30,5-cm-M.11-Mörser
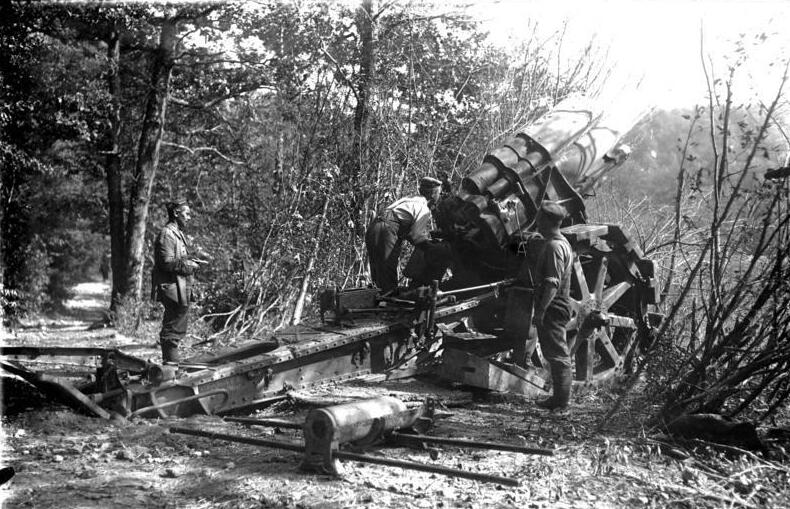
21-cm-Mörser

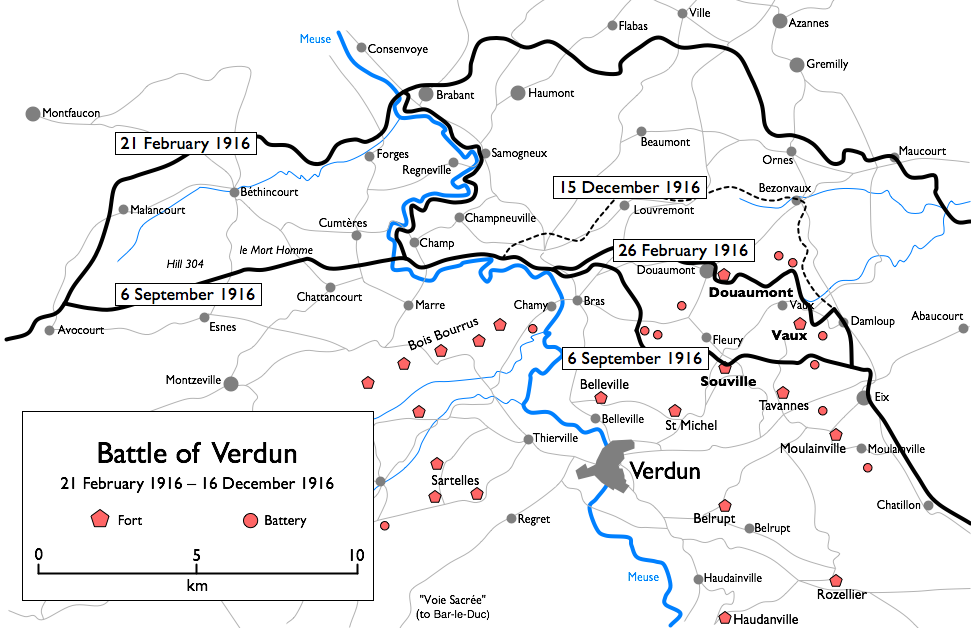
Karte der Frontverschiebung: Eindringen der Deutschen 1916 in den Sektor Nordost

Die deutsche Offensive begann am 21. Februar 1916 und traf auf das französische 30. Armeekorps mit der „72e division d’infanterie“ und der „51e division d’infanterie“ im Zentrum sowie der „14e division d’infanterie“ im Nordosten.
Die deutschen Truppen griffen die Forts des Verteidigungsgürtels an, nahmen das Fort de Douaumont am 25. Februar kampflos und das Fort de Vaux nach schweren Kämpfen vom 1. bis 7. Juni ein. Die Ouvrage de Thiaumont wechselte mehrfach den Besitzer: die Deutschen am 23. Juni, die Franzosen am 28. Juni, dann wieder die Deutschen am 29. Juni.
Die Angriffe auf die Ouvrage de Froideterre konnten am 23. Juni und die auf das Fort de Souville am 11. Juli abgewiesen werden, obwohl die Eroberung greifbar nahe stand. Die Panzertürme der Forts waren stark in die Kämpfe involviert, besonders am 23. Juni die MG-Türme und 75-mm-Türme der Ouvrage de Froideterre. Der 155-mm-Turm des Fort de Moulainville verfeuerte von Februar bis September 1916 insgesamt 5833 Granaten, gleichzeitig 11.800 75-mm-Granaten. Die Rückeroberung der Forts fand im Herbst 1916 statt: Thiaumont und Douaumont am 24. Oktober; Vaux wurde am 2. November kampflos besetzt.

Artilleriewirkung auf die französischen Befestigungen
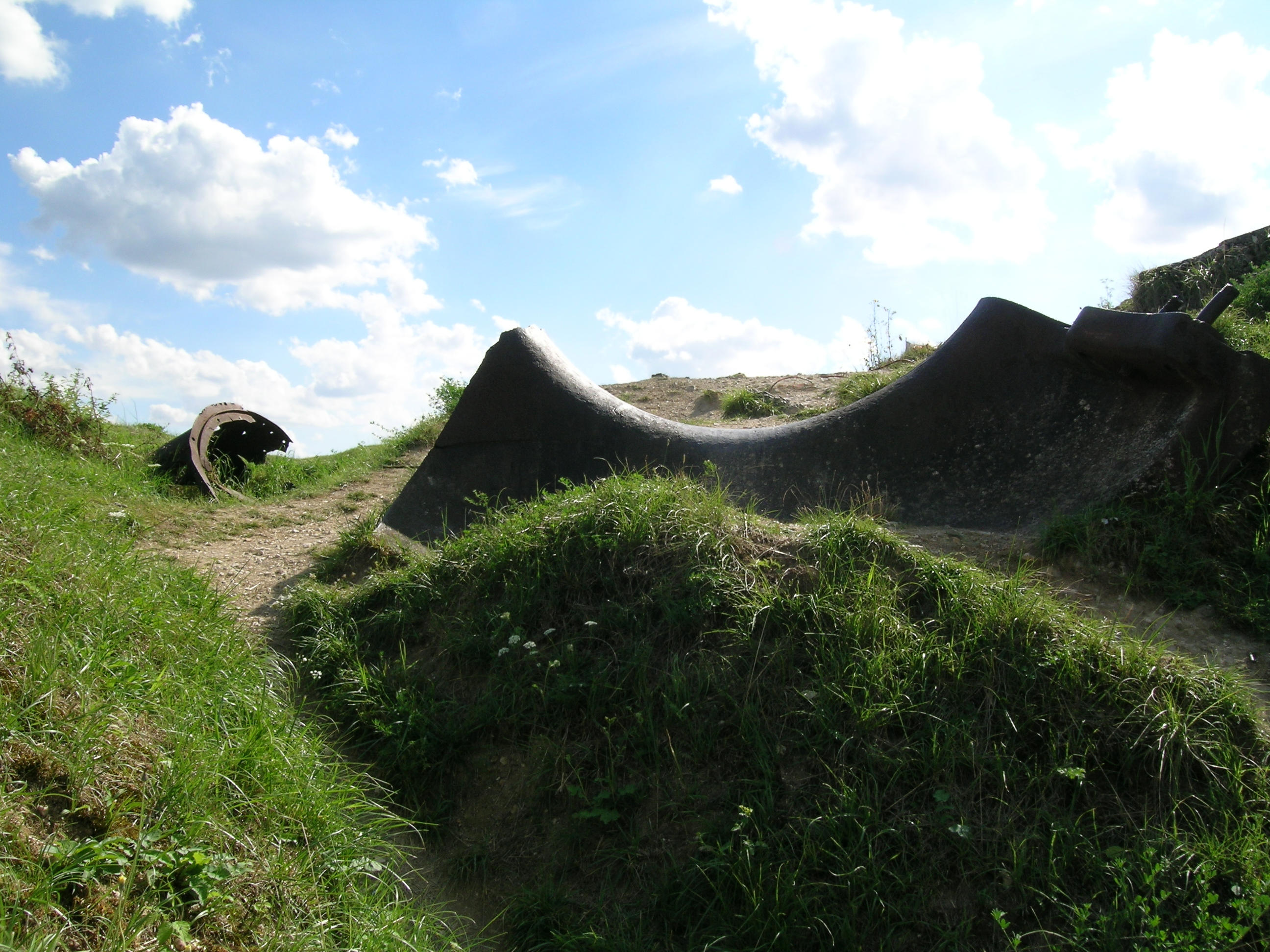
Trümmer des 75-mm-Turms von Fort de Vaux, zerstört durch eine Explosion der gelagerten Munition nach einem Granatdurchschlag
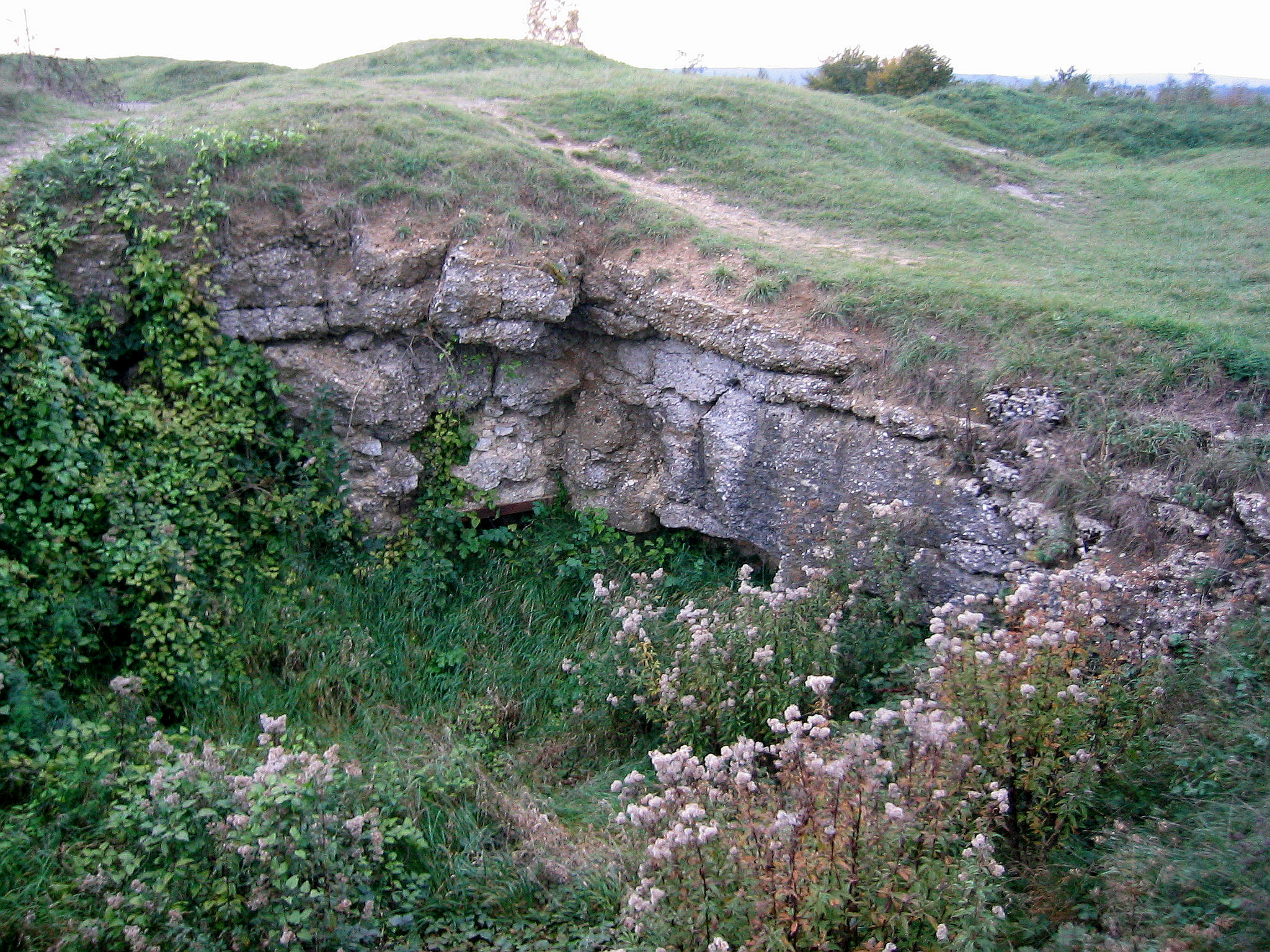
Durch Artillerie zerstörte Betoneindeckung des Fort de Douaumont
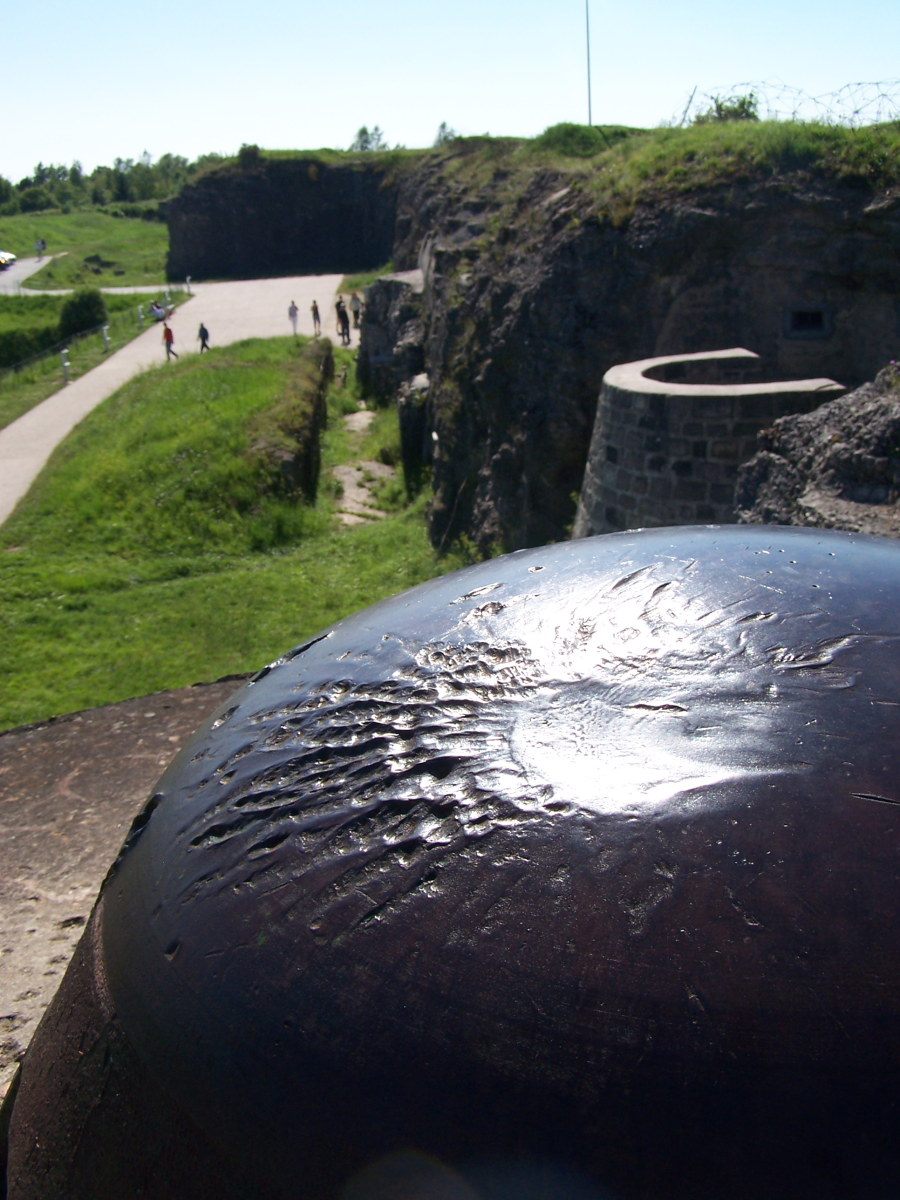
Spuren eines Granateinschlages auf einer Panzerkuppel (Fort de Douaumont)
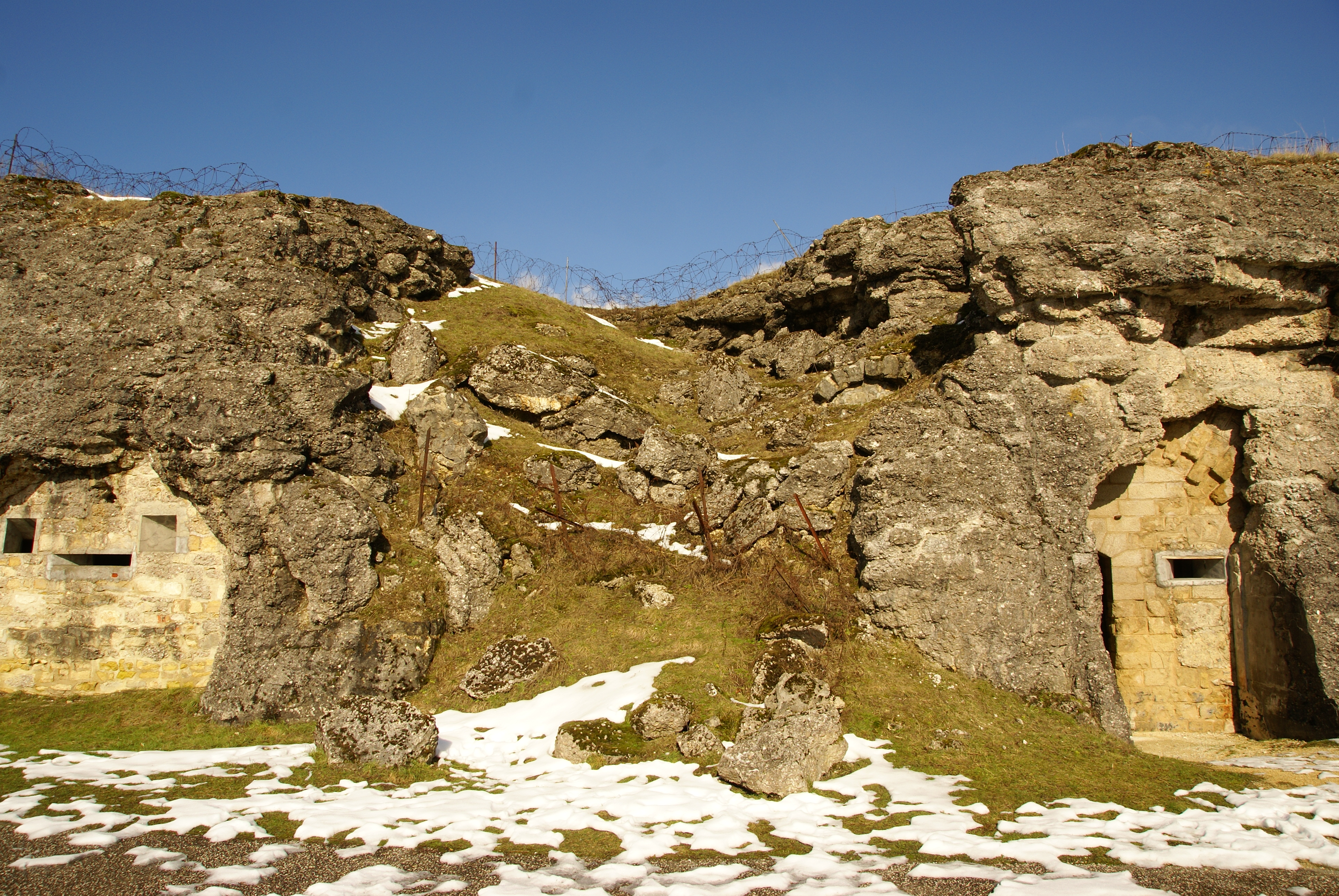
Durchschlag einer französischen 40-cm-Granate in einer Kasematte der Kehlkaserne (Fort de Douaumont)
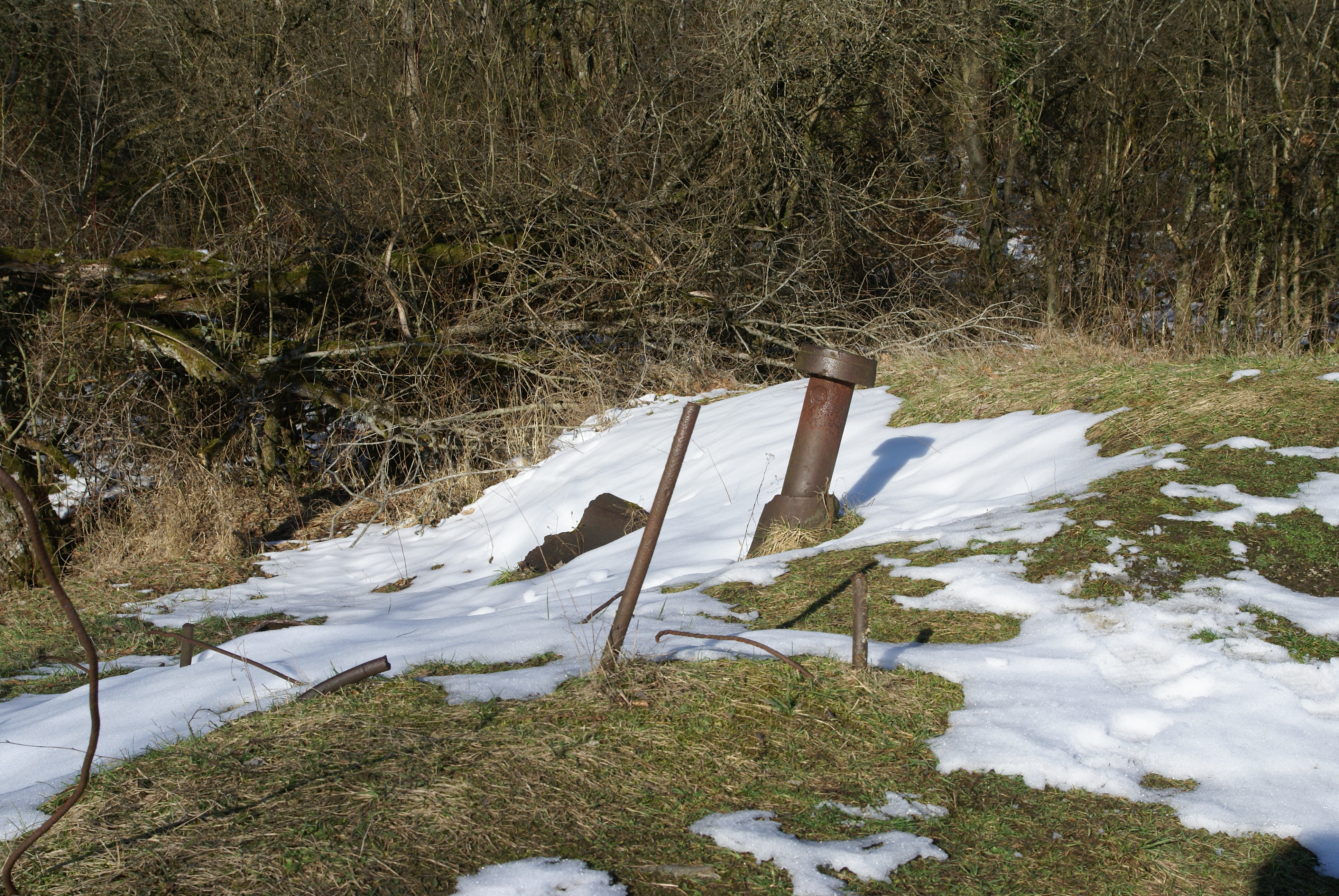
Verstreute Reste des MG-Turms der Ouvrage de Thiaumont
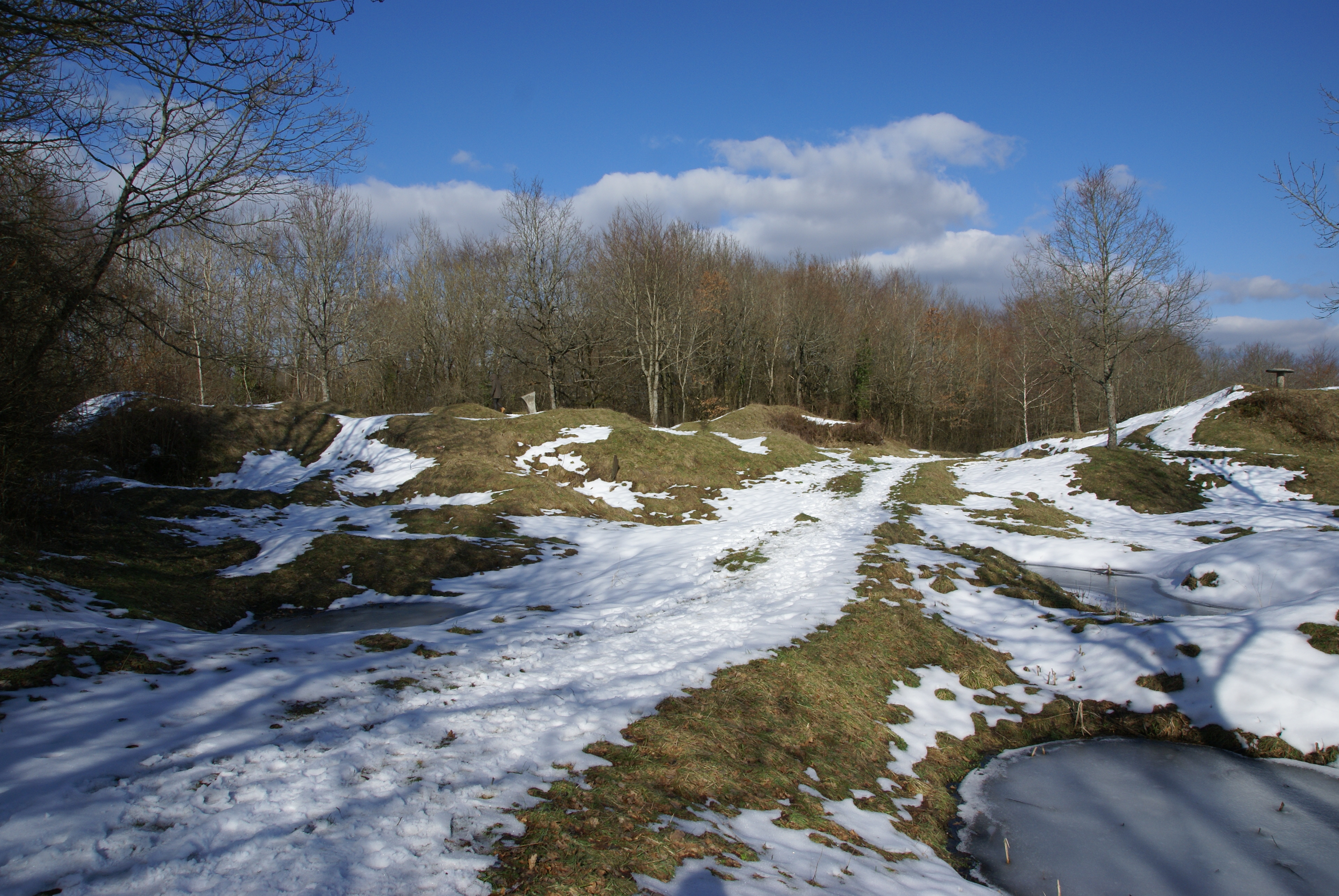
Zerwühltes Gelände der ehemaligen Ouvrage de Thiaumont, ein Jahrhundert nach der Schlacht
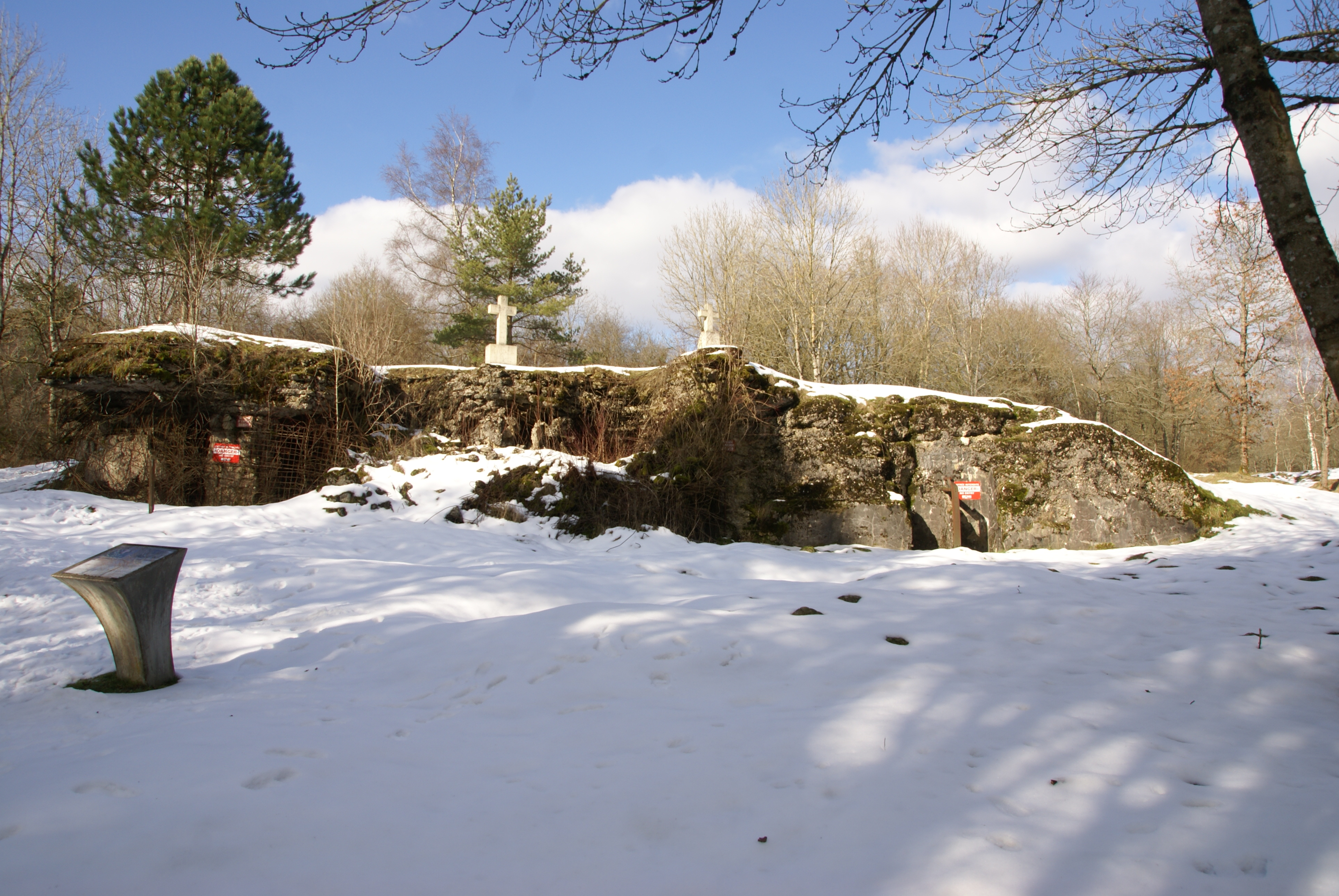
Teilweise zerstörter Infanterie-Unterstand „FT3“ (zwischen Froideterre und Thiaumont)
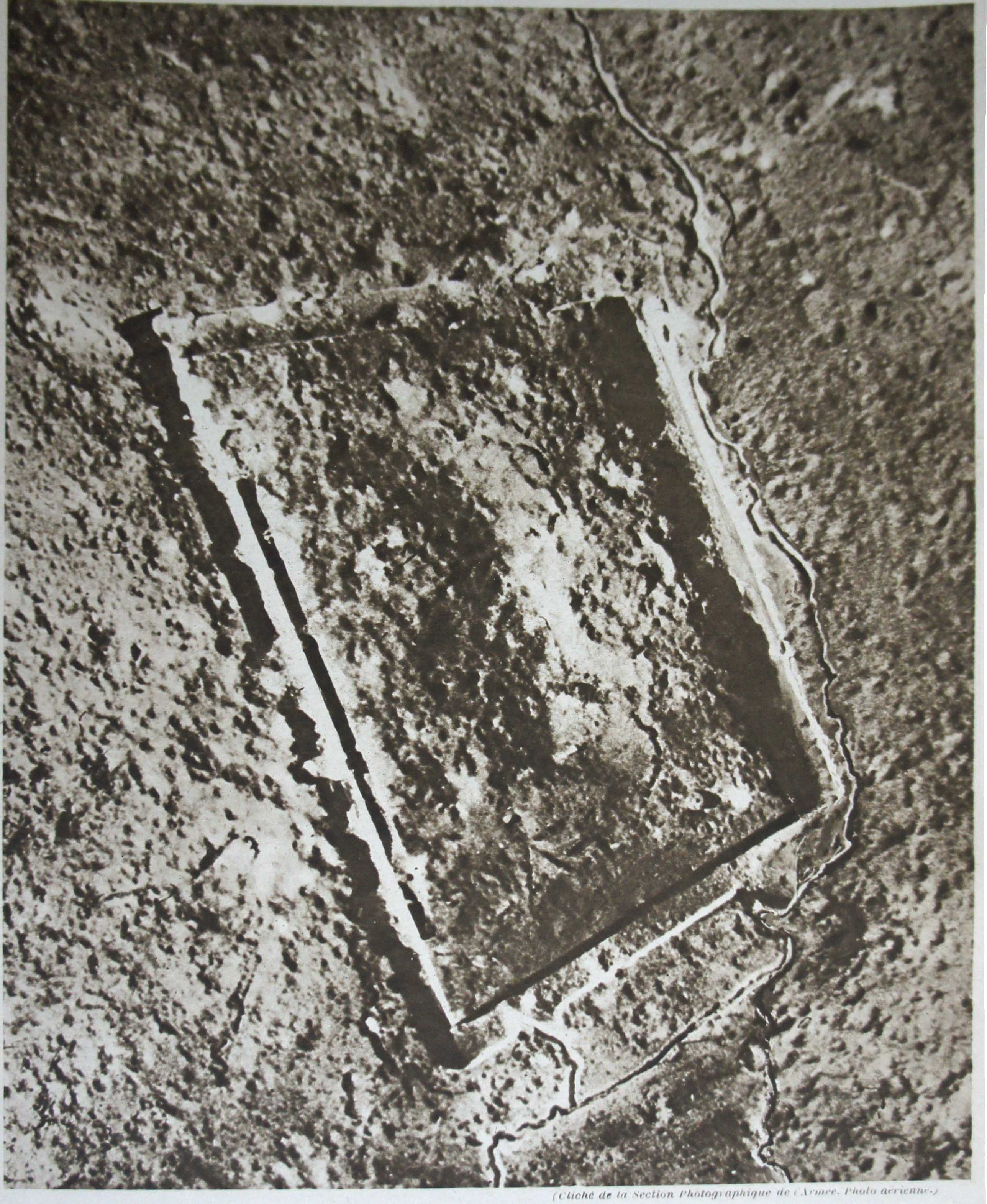
Luftbild des Fort de Vaux im Jahre 1916

Die Forts und Werke des nordöstlichen Sektors wurden von der deutschen Artillerie, aber auch von den Franzosen (sobald sie in die Hände der Deutschen gefallen waren) intensiv beschossen.
Als Beispiel wurden während des deutschen Trommelfeuers vom 21. und 22. Februar 2.000.000 Granaten verschossen – die Franzosen verfeuerten in der Zeit von Februar bis September 23.000.000 Granaten, davon 16.000.000 vom Kaliber 75 mm. Das macht eine 24-stündliche durchschnittliche Feuerrate von 100.000 Geschossen aus. Das Fort de Moulainville wurde vom 26. Februar bis zum 20. September 1916 mit 330 Granaten vom Kaliber 42 cm; 770 vom Kaliber 30,5 cm, 28 cm oder 21 cm Langrohr; 4700 vom Kaliber 21 cm (Mörser), 15 cm oder 13 cm; 2600 vom Kaliber 10,5 cm, 11 cm oder 7,7 cm beschossen, was pro drei Quadratmeter einen Einschlag ausmachte. Die Oberfläche und die Gräben wurden dadurch völlig verwüstet.
Die großen Granaten konnten teilweise die Betoneindeckung der Forts durchschlagen, wodurch die darunterliegenden gemauerten Gewölbe kollabierten (in einigen Fällen wirkten sie bis zu einer Tiefe von 14 Metern). Die Besatzungen litten unter Wassermangel (da die Zisternen durch die Erschütterungen undicht wurden), durch die freiwerdenden Sprenggase kam es zu Asphyxie. Die Ouvrage de Thiaumont war völlig zerstört; es gab nur noch einen Trümmerhaufen der Kasematte, Fragmente des Geschützturms und ein gezacktes Stück der Beobachtungspanzerkuppel (Observatoire cuirassé). Das Fort de Souville war ebenfalls weitgehend zerstört, die Garnison flüchtete sich in die untersten Räume; Fort Douaumont hatte seinen westlichen MG-Turm verloren, der andere war beschädigt; der 75-mm-Turm von Fort Vaux war explodiert.

„Die Forts und die modernen Werke waren, trotz ihrer Schäden, eine sehr wertvolle Hilfe; die älteren Forts erforderten erhebliche zusätzliche Arbeiten zur Verstärkung und Verbesserung, konnten aber ebenfalls einen nützlichen Zweck erfüllen. Die Truppen fanden zeitweise einen sicheren Unterschlupf, warme Mahlzeiten, Proviant und Munition, dank diesen Umständen waren sie nie vollständig erschöpft.“

„Die Feuertaufe – Die Dragées von Verdun und der Patenonkel“

„Das furchterregende Fort de Douaumont nach Beschreibung der Deutschen; das Häuschen Fort de Douaumont nach Beschreibung der Franzosen“

„Der französische Angriff habe im Nebel stattgefunden… (deutsche Verlautbarung vom 26. Oktober) … dann war der Nebel verschwunden“

### 1916 bis 1918, Verstärkungen der Bauwerke

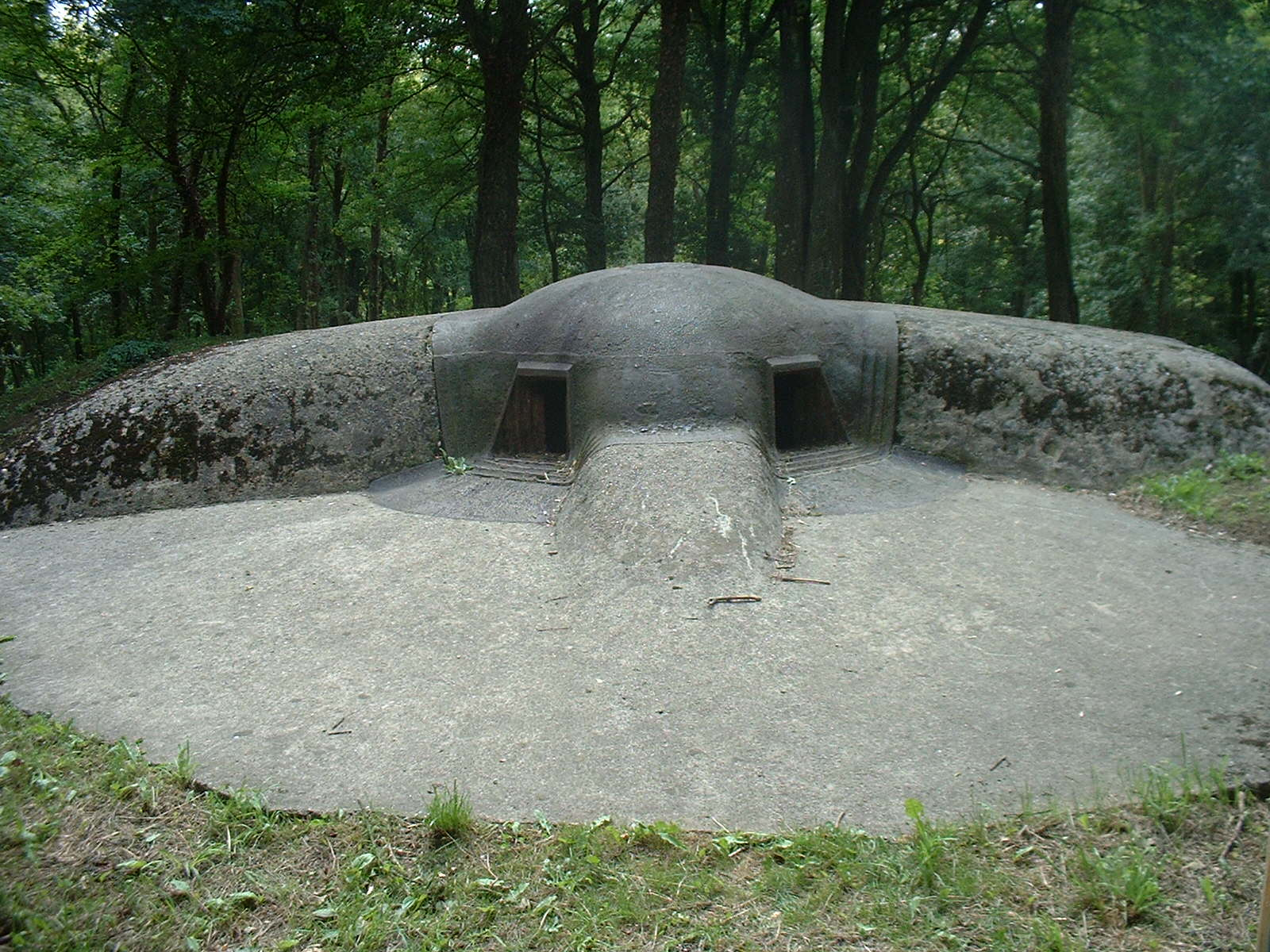
Casemate Pamart am Fort de Souville, 1917 als Maschinengewehrstand gebaut

Im Jahre 1916 wurden Arbeiten zur Verstärkung der Befestigungen durchgeführt. Da sie im Jahre 1917 weitergeführt wurden, wurden sie als die „Arbeiten von 1917“ („travaux de 17“) bezeichnet. Dabei wurden neue Galerien und Gänge angelegt, die Hauptgänge wurden mit Traversen mit Schießscharten ausgestattet, es wurden kleine separate Kasematten für Maschinengewehre und neue (gedeckte) Eingänge in die Forts gebaut. Die Ouvrages und Forts erhielten neue Besatzungen, bewaffnet mit Maschinengewehren, und die zur Bedienung benötigten Mannschaften. Die Casemates de Bourges wurden wieder mit 75-mm-Kanonen ausgestattet.
Die neuen Galerien wurden erheblich tiefer angelegt, um den Auswirkungen der schweren Granaten zu entgehen. 26 Forts oder Ouvrages, einschließlich der des inneren Rings und der Zitadelle, wurden verbessert; die längsten der Galerien, die direkt in den Felsen gehauen und durch Schächte zugänglich waren, befinden sich im (bzw. unter dem) Fort de Moulainville mit einer Länge von 2070 m als Verbindung zum Infanteriestützpunkt MD1, dem Fort de Rozelier mit 1480 m und dem Fort de Vaux mit 1385 m.
Die neuen Maschinengewehrkasematten waren klein gehalten und wurden oftmals als Glocken bezeichnet. Das neue Modell wurde nach seinem Erfinder im September 1916 Casemate Pamart genannt. Die Panzerung sollte maximal dem direkten Treffer einer Granate vom Kaliber 22 cm widerstehen. 17 dieser Kasematten wurden auf den Glacis verschiedener Forts installiert, die meisten waren nur durch die unterirdischen Galerien zugänglich.
Im August 1917 wurde von den Franzosen bei Verdun auf beiden Flussufern eine Offensive gestartet, um die Front etwas nach Norden zu verschieben. Die Festung Verdun war seit dem Eindrücken des Frontvorsprungs bei Saint-Mihiel am 12. und 13. September 1918 und dann durch die Maas-Argonnen-Offensive der American Expeditionary Force vom 26. September bis zum 11. November 1918 endgültig aus dem Kampfgeschehen ausgeschieden.

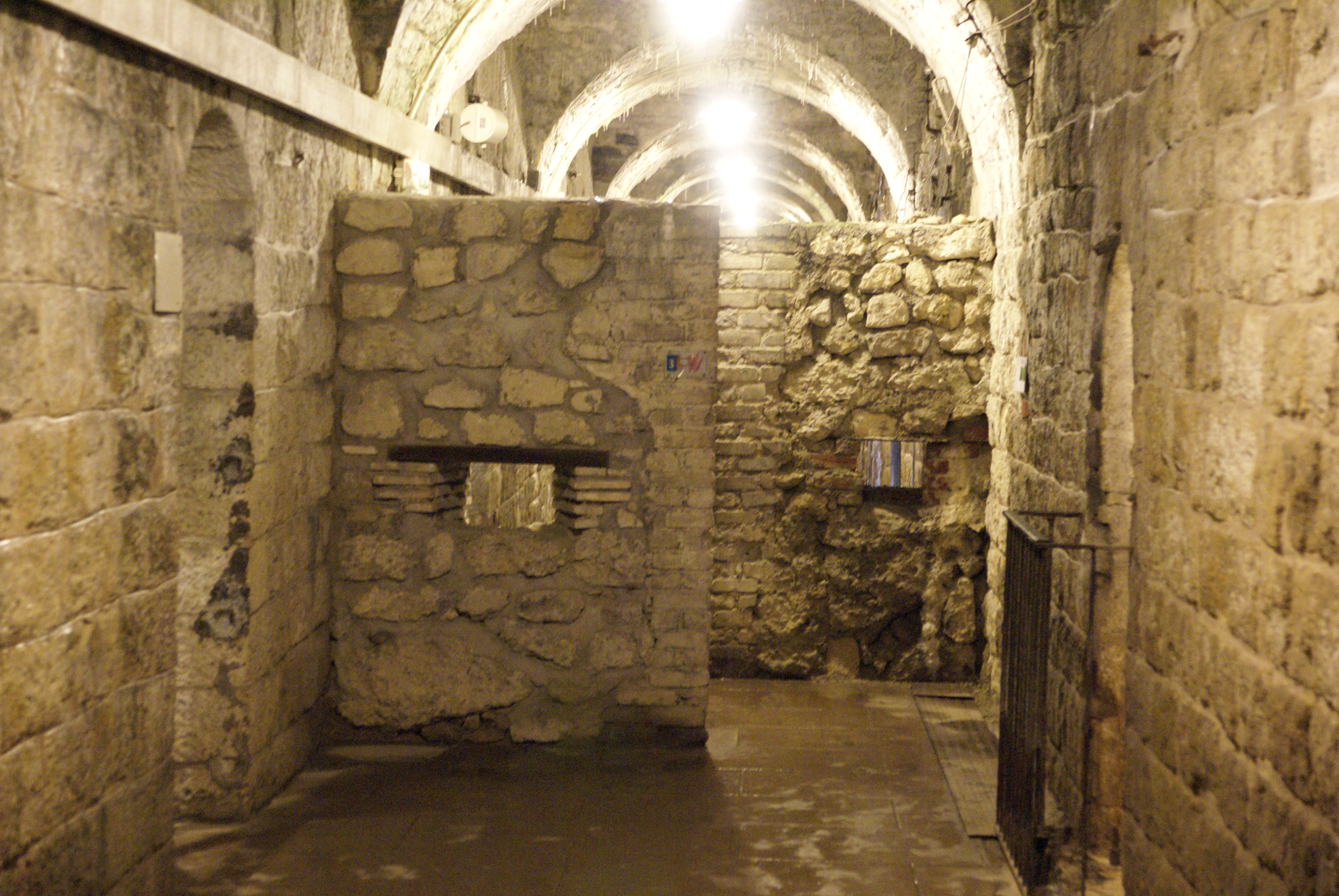
Traverse mit Schießscharte im Hauptgang des Fort de Douaumont
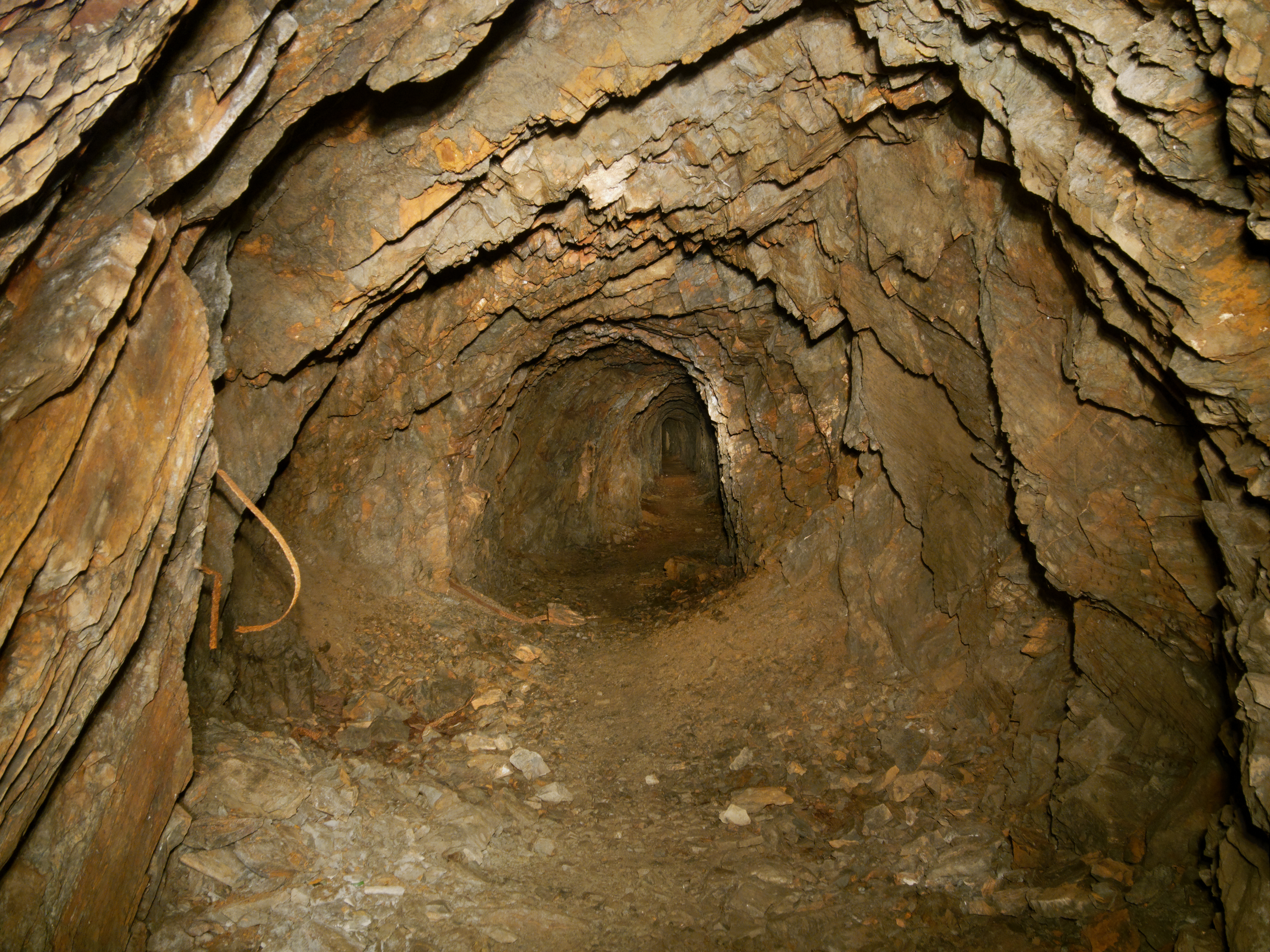
1916–1917 in den Felsen geschlagene Galerie (hier als Beispiel im Fort du Salbert des Festen Platzes Belfort)

## Nach 1918

### Zwischenkriegszeit
Alle Forts, Ouvrages, Batterien und Infanteriestützpunkte im Nordosten waren am Ende des Krieges massiv beschädigt und teilweise regelrecht pulverisiert worden (so z. B. das Fort de Thiaumont und die dazugehörenden Batterien). Trotz der umfangreichen Schäden an Mauerwerk und Beton waren die meisten Geschützpanzertürme noch einsatzbereit (außer im Fort de Vacherauville und im Fort de Vaux), nahezu alle Galerien und unterirdischen Wege waren noch brauchbar.
Im Jahr 1921 verglich General Benoit, Pionierkommandant in Metz, die von den Franzosen in Verdun errichteten Befestigungen mit denen, die von den Deutschen um Metz und Thionville gebaut wurden (Moselstellung). Es ergab sich dann, dass die Befestigungen um Verdun wegen ihrer Lage nach der neuen Grenzziehung und auch wegen ihres Alters im Jahre 1926 herabgestuft wurden.
Während der 1930er Jahre waren die noch einsatzfähigen Befestigungen nach wie vor in militärischer Nutzung. Es wurden Betonverstärkungen vorgenommen (so wurden z. B. die Geschützbrunnen des 155-mm-Turms von Fort de Douaumont und der des 75-mm-Turms von der Ouvrage de Froideterre mit einem neuen Betonkragen versehen – ebenso eine Anzahl der MG-Türme und Beobachtungskuppeln) und die 1917 gegrabenen Galerien unter den Forts mit Beton ausgekleidet. Zwischen 1937 und 1939 wurden die Türme von Fort de Douaumont wieder instand gesetzt. Nichtsdestoweniger war Verdun jetzt hinter der Maginot-Linie in die zweite Verteidigungsreihe gerückt.
Die Artillerie des Festen Platzes wurde am 5. Mai 1929 der 3. Gruppe des 163. Festungsartillerieregiments unterstellt (die Kaserne war in der Zitadelle untergebracht). Am 30. Oktober wurde sie zur 3. Gruppe des 151. Festungsartillerieregiments.

### Zweiter Weltkrieg

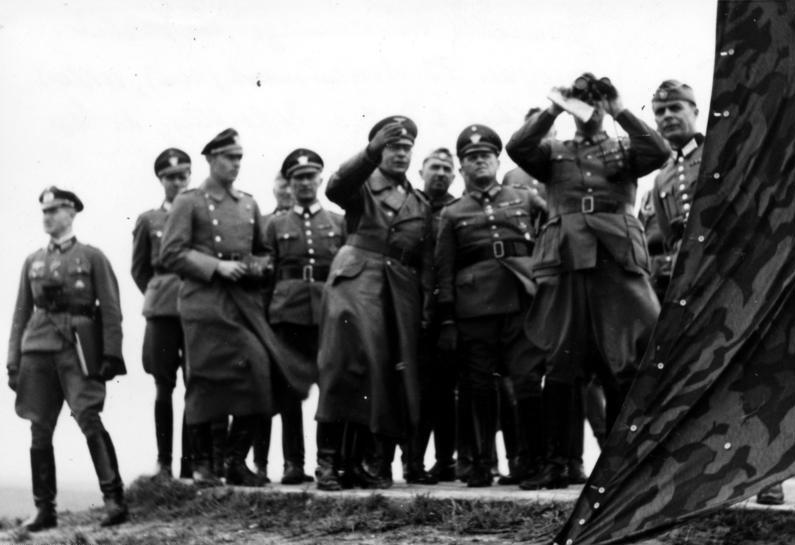
Die deutschen Generäle Weisenberger und Daluege besuchen das Schlachtfeld, hier auf dem Fort de Douaumont

Bei der französischen Mobilmachung Ende August 1939 stellte das „151e régiment d’artillerie à pied“ (151. Fußartillerieregiment) das neue „160e régiment d’artillerie à pied“ auf, das mit seiner 1. Gruppe bei der Verteidigung von Metz und mit der 2. und 3. Gruppe bei der Verteidigung von Verdun eingesetzt werden sollte. Jede dieser Gruppen bestand aus drei Batterien, die der 2. Gruppe besetzten die Casemates de Bourges und Geschütztürme der Forts auf der rechten Seite der Maas, die mit der Canon de 75 mm modèle 1897 ausgerüstet waren. Die Batterien der 3. Gruppe hatten die Geschütze der rechten Seite der Maas zu bedienen – hier mehrheitlich die Canon de 155 mm C modèle 1915 Saint-Chamond und die Canon de 155 mm L modèle 1877. Im Januar 1940 wurden die beiden Gruppen abgezogen, die artilleristische Besatzung der Forts wurde einer neugebildeten 10. Batterie übertragen.
Während des deutschen Feldzuges in Frankreich 1940 wurde die französische Front am 15. Mai bei Sedan in den Ardennen, am 5. Juni an der Somme und am 9. Juni an der Aisne durchbrochen. Die französischen Befehlshaber entschieden dann, nach Süden auszuweichen, und verlegten die 4. und die 2. Armeegruppe in die Champagne, nach Lothringen und in das Elsass. Am 11. und 12. Juni bildeten die Einheiten, die nördlich von Verdun den Sektor Montmédy der Maginot-Linie verteidigen sollten, eine Marschdivision (Division légère Burtaine) und marschierten nach Osten. Es wurde angeordnet, dass Verdun nicht verteidigt werden solle, aber am 13. Mai wurde die „3e division d’infanterie coloniale“ (18. Armeekorps, 2. Armee) auf die Höhe 304 des Mort-Homme und nach Regnéville verlegt, hier sollten sie die Deutschen aufhalten, die am 14. Mai mit der 36. ID, 76. ID und 299. Infanteriedivision angriffen. In Verdun waren inzwischen die Brücken unbrauchbar gemacht worden, nachdem sich die letzten Stäbe abgesetzt hatten. Währenddessen wurde die „Division légère Burtaine“ geschlagen und zog sich so schnell wie möglich zu Fuß nach Süden zurück.
Am 15. Juni 1940 drangen die deutschen Truppen in Verdun ein, einige der Forts feuerten noch mit ihren Geschützen, um den Vormarsch der Deutschen zu verlangsamen. So das Fort de Douaumont, das mit seinem 155-mm-Geschützturm einige Granaten verschoss, auch die Forts de Dugny und du Rozelier, die von Teilen des 132e régiment d’infanterie und des 155e régiment d’infanterie als Nachhut der Division Burtaine besetzt waren, sowie die Ouvrage de Froideterre wehrten sich noch kurz.
Für den Rest des Zweiten Weltkrieges stellte das Schlachtfeld von Verdun eine touristische Attraktion zunächst für die deutsche Besatzungstruppe und danach für die US Army als Dekoration für Propagandazwecke dar. Von den Amerikanern wurden 1944 im Fort de Choisel Sprengversuche durchgeführt, drei gepanzerte Beobachtungskuppeln und drei Geschütztürme wurden dabei zerstört.

### Nachkriegstourismus
In drei der Festungsanlagen sind Besichtigungen möglich: im Fort de Douaumont, im Fort de Vaux und in der Ouvrage de La Falouse (in letzterer seit 2010).
Diese drei wurden dafür hergerichtet – auf der Decke wurde der Bewuchs entfernt, und die Zufahrtsstraßen wurden hergerichtet (im Fort de Douaumont wurde auch der Kehlgraben mit dem Original-Eingangstor freigelegt), im Inneren wurde Schutt ausgeräumt und eine Beleuchtung installiert. Die im Jahre 1917 zur Verstärkung der Kampfkraft angelegten Galerien sind jedoch nicht zugänglich. Die Ouvrage de La Falouse ist weit weniger von Besuchern frequentiert, da sie einerseits nicht in die Kämpfe von 1916 verwickelt und außerdem mehr als 12 Kilometer von der Front entfernt war. Die Ouvrage de Froideterre ist frei zugänglich. Von der Ouvrage de Thiaumont und dem Infanteriestützpunkt FT1 (bekannter als PC 119) sind nur Reste vorhanden.

Tourismus in Verdun
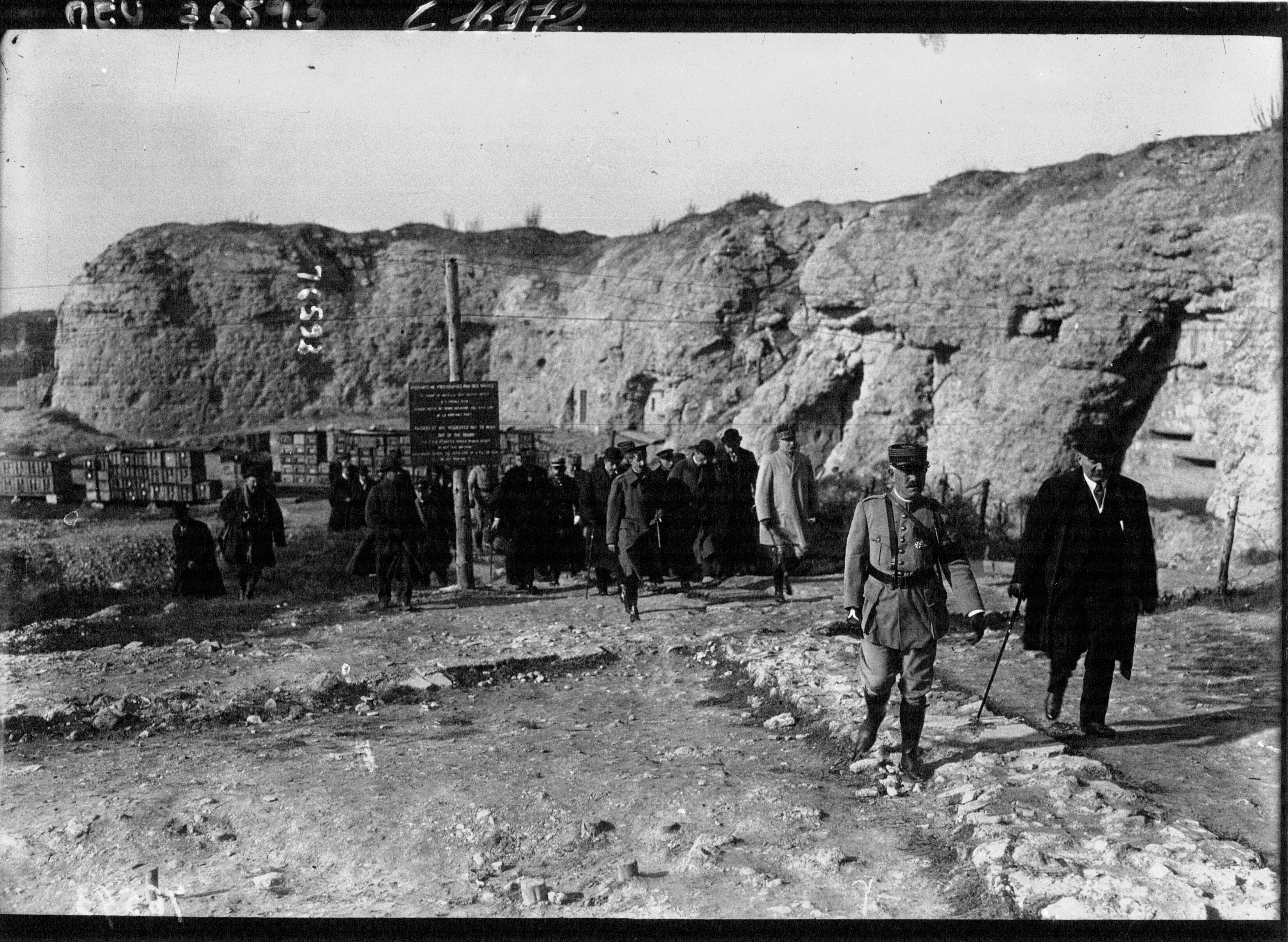
König Alfons XIII. von Spanien besichtigt das Fort de Douaumont
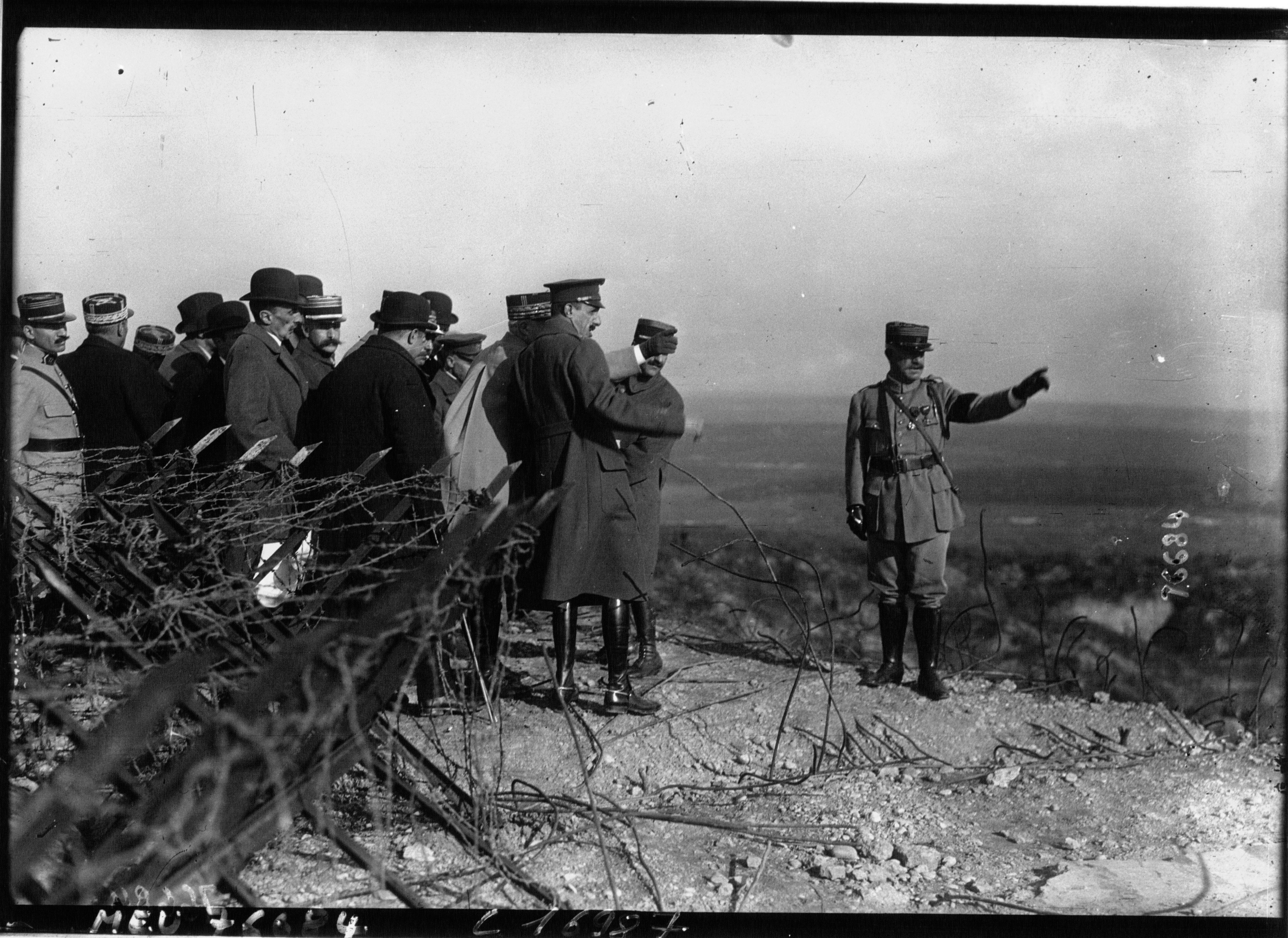
Der König von Spanien auf dem Fort de Vaux
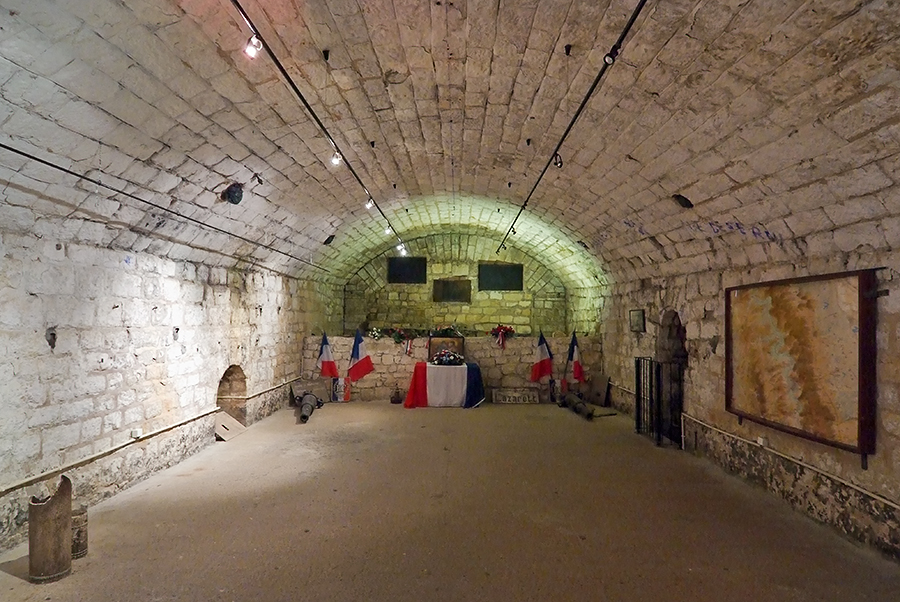
Zur Besichtigung durch Besucher hergerichtete Kasernenkasematte im Fort de Douaumont
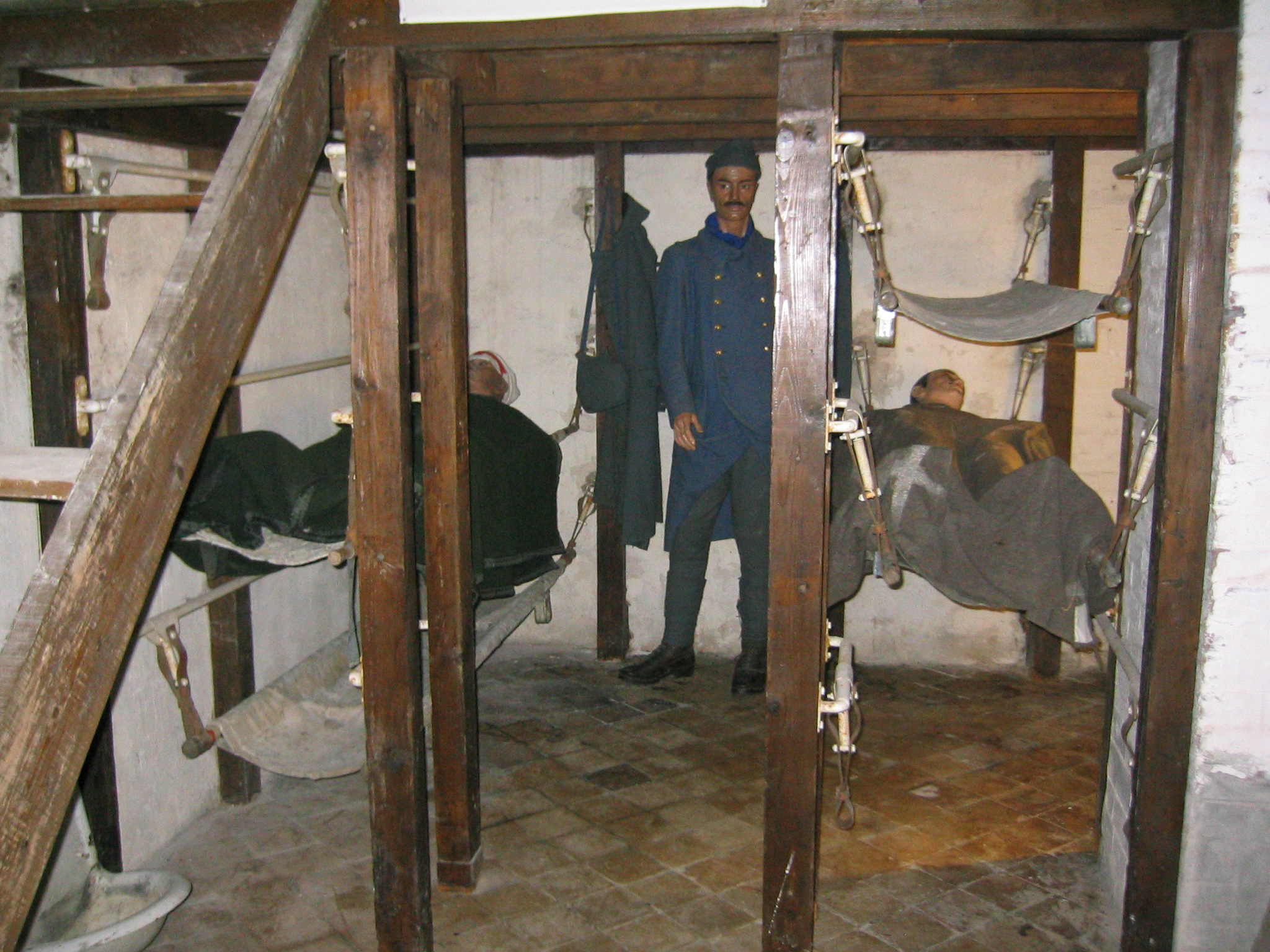
Mit Puppen dargestellter Verwundetenraum im Fort de Vaux

Der Besuch der anderen Festungswerke ist streng verboten – einige sind im Besitz und in der Nutzung durch die Französische Armee, die anderen dem Verfall preisgegeben, es besteht Einsturz- und Unfallgefahr. Im Inneren finden sich noch große Mengen an Stahlteilen, rostigem Stacheldraht und Schutt, Gewölbe sind eingebrochen, und Schachtabdeckungen sind verfault. Weiterhin liegen im unmittelbaren Umfeld eine Unmenge von Blindgängern, was das Begehen des Geländes zu einer großen Gefahr werden lässt.

## Liste befestigter Plätze in Frankreich
- Brest (Finistère)
- Cherbourg
- Paris
- Lille
- Maubeuge
- Fester Platz Toul
- Fester Platz Épinal
- Fester Platz Belfort
- Militärische Liegenschaft Besançon
- Langres
- Fester Platz Dijon
- Ring um Lyon
- Albertville
- Befestigter Ring um Grenoble
- Briançon
- Nizza
- Toulon